# リトルバスターズ!
『リトルバスターズ！』 (Little Busters!) は、ゲームブランド・Keyが制作した恋愛アドベンチャーゲーム、および本作を原作としたメディアミックス作品の総称。一般には「リトバス」の略称で呼ばれることが多く、またKeyのHP内でも随所に「リトバス」と記載されたこともある。人と人の心の繋がりを描いてきたKeyブランドだが、今作では「友情」がテーマとなっている。

## 沿革
ゲームブランド・Keyが制作した6作目の恋愛アドベンチャーゲームであり、Windows用の全年齢対象（一般向け）作品として、2007年7月27日に発売された。初回限定版には、Key作品恒例のアレンジアルバムと、ビジュアルブックレット「棗恭介風来記」が同梱されている。通常版は同年9月28日に発売された。
関連するコンテンツとして、webラジオ『ナツメブラザーズ!』が音泉にて2008年6月23日から2011年10月24日まで配信されていた。また、スピンオフ作品として本作ヒロインの1人である能美クドリャフカとのストーリーを描いた『クドわふたー』（18禁）が、2010年6月25日に発売されている。
2012年3月31日にはKey公式サイトでアニメ化が発表され、同年7月29日開催のビジュアルアーツ大感謝祭でその詳細が公開された。
2017年6月29日に、ラジオVA第一生放送(仮)にてリトルバスターズ10周年を記念したリトルバスターズ！10th Anniversary Missionを行うことが発表された。

## パッケージ作品一覧
リトルバスターズ！
2007年7月27日に初回版、2007年9月28日に通常版が発売。
リトルバスターズ！エクスタシー
2008年7月25日に初回限定版が発売。18禁化とシナリオ増訂が行なわれたアッパーバージョン。同作もアレンジアルバムをはじめ、様々な特典が同梱されている。また、「エクスタシー」の略記には「EX」がしばしば用いられ、公式ロゴの英語表記も「Little Busters-EX」となっている。
ゲームのシステム・大筋のシナリオ・登場人物に大きな変更はないものの、追加要素としてシナリオ・CGの加筆や追加、修正が行われた他、サブキャラだった二木佳奈多と笹瀬川佐々美が攻略可能なヒロインに変更され、新登場のヒロインとして朱鷺戸沙耶が登場している。こちらの通常版は同年9月26日に発売された。全年齢対象作品として発売した後に18禁版作品が発売されるのはビジュアルアーツグループ全体でも今回が初のケースであり、新規ヒロインや楽曲の追加が実装されたのも本作が初のケースである。
Key10周年を記念して販売された『KEY 10th MEMORIAL BOX』には、『エクスタシー』をベースとしたWindows用の全年齢対象版が収録されている。
リトルバスターズ！Converted Edition（PlayStation 2版）
2009年12月24日発売。コンシューマーゲームへの初移植版で、『エクスタシー』をベースにアダルトシーンを改訂した全年齢化作品。プロトタイプ社から発売されている。
なお、当初の発売予定日は2009年8月20日であったが、同年10月15日、11月26日の2回延期後、最終的に上記の日に発売された。
リトルバスターズ！Converted Edition（PlayStation Portable版）
2010年11月25日発売。PS2版をベースに主人公以外の全キャラクターをフルボイス化。UMD2枚組。
リトルバスターズ！Converted Edition（PlayStation Vita版）
2012年3月22日発売。あーちゃん先輩の立ちグラフィック追加、PS Vitaのタッチスクリーンによる操作モードなどの新要素追加。イベントCGの画素数がPC版の1.4倍になっている。
2014年3月28日のアップデートにより、PlayStation Vita TVでのプレイに最適化した操作（タッチスクリーン操作をスティックやL2・R2ボタンに置き換える形に変更）が可能になった。
リトルバスターズ！PERFECT EDITION
2012年11月30日発売。PSP版、Vita移植の際などに追加された要素をすべて追加し、Windows 7および8に対応したPCソフト。OPの演出が一部変更。
リトルバスターズ！Converted Edition（PlayStation 3版）
2012年9月発表、2013年3月20日発売。歴代移植版で追加された要素を全て（タッチスクリーン操作モードを除く）網羅し、画質を1280×720ピクセルに再構築化。OPの演出がPERFECT EDITIONから更に変更。
Little Busters! English Edition（Steam版）
2017年11月1日発売。English Editionと書かれているが、日本語UIにも対応されている。Converted Edition同様、画質を1280×720ピクセルに再構築化。更にタッチスクリーン操作に対応。テキストの日本語/英語を任意のタイミングで切り替える機能や、日本文化の用語を解説する機能「Busterpedia」も新規に搭載されている。
リトルバスターズ！Converted Edition（Nintendo Switch版）
2020年4月23日発売。コントローラ操作とタッチスクリーン操作に対応。また、2017年発売の英語版（Steam版）と同様に、テキストの日本語/英語を任意のタイミングで切り替える機能や、日本文化の用語を解説する機能「Busterpedia」が搭載されている。

## ゲーム内容
従来のKey作品と同じく、基本的にはオーソドックスなテキスト選択型アドベンチャーゲームの形式を採る。それに加えて今作は数々のミニゲームが本編の至る所に盛り込まれており、特に大掛かりな物として、簡易的な野球ゲームとバトルランキングと呼ばれる登場人物同士のランキングを巡っての激しいバトルがシナリオ中盤に掛けて大きくクローズアップされている。また、『リトルバスターズ！エクスタシー』では射撃ゲームおよび地下迷宮の探索がミニゲームとして新たに追加された。その他の変更点としては、GalleryにScene（回想）モードが追加されたことなどが挙げられる。

### ミニゲーム
今作では特に「遊び」がクローズアップされ、登場人物たちが様々にゲームを考え出し（あるいは巻き込まれ）、それらのプレーを通じて「日常」を満喫する様をプレーヤーが追体験出来るようになっている。「地下迷宮の探索」以外は全くプレイしないでクリアすることも可能で、そのことがメインシナリオに影響を及ぼすこともないが、『リトルバスターズ！』の表現する世界を味わうためにはある種必要不可欠なものとなっている。また、ミニゲームをオフにしていると見ることができない会話やイベントも多数存在する。

#### 野球ゲーム
野球ゲームは、登場人物たちでチームを結成し、各部活動のキャプテンたちで構成されるキャプテンチームとの試合に備えてメンバーを鍛え上げるべく練習に励むミニゲーム。主人公・理樹を操作し、ピッチャーである鈴の投げるボールを打ち返していくシンプルなスタイルを採っている。他のメンバーの守備範囲に理樹がボールを打ち込めれば、メンバーから返ってきたボールを理樹が再び打ち返して「コンボ」を繋げることが出来る。この要領で何回もコンボを繋げることによってメンバーは成長し、キャプテンチームに勝つまでになってくれる。アニメ版では18-10で負けている。またフィールド上のあちこちで遊び回っている猫たちに理樹がボールを当てることを繰り返すと、鈴が怒りで様々な新球種を習得する。これも試合での強力な武器となってくれる。
野球ゲームをこなすことで成長したメンバーの各種パラメータは、後述するバトルランキングの結果にも影響を及ぼす。野球ゲームを行わなくてもある程度は成長する。また、鈴と理樹のみ、ルート（小毬、葉留佳、クドリャフカ、唯湖、美魚のいずれか）をクリアするたび初期能力が上がる。

#### バトルランキング
バトルランキングは、一対一で行われるコンピュータRPG風の対戦ゲーム。バトルは全自動で進行し、プレイヤーからは一切の指示を出すことができない。メインの登場人物たちがランキングトップの座を懸けて様々な武器で戦うバトルを描いたものだが、使用する武器は安全と身体能力差諸々を考慮して「野次馬から投げ込まれたものを無作為に引き当てる」ことをルールとする。ゆえに珍妙な武器が投げ込まれることもザラであり、普通に戦えばどう見ても勝てそうにない相手にも武器次第で勝利することが出来るため、だいたいにおいて笑いを伴った熱戦が繰り広げられる。アニメでは何故か必ず最初にバナナが飛んでくる。また、バトル勝者は敗者に恥ずかしい称号を命名することが出来る。プレーヤーはバトル中には武器をルーレットの目押し要領で選択する以外にアクティブな行動を取ることが出来ないため、事前のアイテム交換と野球ゲームでのパラメータの成長が重要となる。一定条件下で参戦する隠しキャラも強力なライバルとして理樹たちの前に立ちはだかる。
なお、劇中で女性は任意に武器を選び取ることができるという描写があるが、実際は女性でもランダムに選択される。ただし、女性キャラにはそれぞれに専用武器が存在する。
ミニゲーム外でも強制で展開される事があるが、ほとんどが固定展開でアドベンチャーシーンの一環扱い。中にはバトルでもなんでもないただの舌戦だったりもする。

#### 射撃ゲーム
射撃ゲームは、『リトルバスターズ！エクスタシー』の沙耶ルートにおいてのみ発生するガンシューティング風ゲーム。画面に時計の文字盤が表れ、一定時間以内に沙耶の指示する方向の数字にマウスカーソルを合わせて左クリックすることで敵を撃つのが基本スタイルになるが、シナリオが進むと、沙耶視点での通常のガンシューティング風のミニゲームをプレイすることも出来る。タッチ操作のない媒体ではスティックで方向を合わせて決定ボタンを押す型式となるため、タッチ機能がある媒体より難易度が高くなっている。
なお、このゲームは通常版でのみ難易度設定が可能である。初回限定版では、修正パッチを当てることによって難易度設定が可能となる。

#### 地下迷宮の探索
地下迷宮の探索は、射撃ゲームと共に『リトルバスターズ！エクスタシー』の沙耶ルートのみで発生する探索ゲーム。『MOON.』の施設内移動を彷彿とさせる。トラップや別れ道などに気を付けながら秘宝の眠る地下深くを目指すが、階ごとに謎解き風の仕掛けが用意されており、それを解かないと次の階へは行けない。ただし、シナリオの後半では構成上、必然的に何回も「リプレイ」し直す羽目になる。この探索ゲームはシナリオと密接に関係しており、他のミニゲームと異なりオフにすることができない。また、罠にはまっていなければ解けない謎や、一定の条件で罠にはまると発生するイベントも存在する。

### メインシナリオに関して
本作では女性キャラ6人分の個別シナリオをクリアした後に、ラストシナリオである「Refrain」がプレイできる仕組みになっている。Key作品恒例となりつつあるラストシナリオであるが、今作品では物語の核となる非常に重要な存在である。その重要度は、構成上個別シナリオが「Refrain」のための伏線、あるいは準備段階とも言える位置付け（一部シナリオでは特に顕著）になっていること、シナリオ内に「リトルバスターズ」の名を冠したエピソードが存在することなどからうかがい知ることができる。また、人と人の心の繋がりを描いてきたKeyブランドだが、今作では「友情」がテーマとなっている。
『リトルバスターズ！エクスタシー』での追加シナリオは「世界の秘密」や6人のシナリオの核心を知っていることが大前提となっているため、上述の「Refrain」をクリアしないとプレイできない。ただし、前作をプレイ済みの人に合わせ、初回起動時に「世界の秘密」を知っているか否かの選択肢が出るようになっており、「はい」を選んだ場合はクリアしたものとしてプレイすることができる。
「泣きゲー」の作り手として評価を得ているKeyブランドの作品としては、上記のミニゲーム群や従来とは違ったテーマへのアプローチが見られる。

## ストーリー
主人公・直枝理樹は、幼馴染である棗恭介、その妹である鈴、同じく幼馴染の井ノ原真人、宮沢謙吾と共に全寮制の学校に通っていた。彼等は小さい頃、何かを悪者に見立て、それを成敗する正義の味方「リトルバスターズ」を結成し、色々なことをしてきた。両親と死別し塞ぎこんでいた理樹にとって、自らを外に連れ出してくれたその存在は大きかった。時に無茶苦茶で考えられない行動をする彼等に巻き込まれながらも、そのことを楽しく感じていた理樹は、「ずっとこの時が続いたらいいのに」と考えていた。
ある日、3年生である恭介が就職活動から帰って来た。理樹は「リトルバスターズ」の4人に、「昔みたいに何かしよう」と持ちかける。それを聞いたリーダー・恭介は近くに置いてあったボールを拾い上げ、宣言する。
「野球チームを作ろう。……チーム名は、リトルバスターズだ！」
奇矯な同級生達をリトルバスターズに誘い、練習と試合を繰り返し、皆の野球が上手くなった頃、恭介は突如、鈴を併設校の交換留学生に推挙するが、その陰惨な空気に鈴は壊れてしまう。理樹は彼女を連れて逃げだすが、逃避行が長く続くはずもなく、二人は連れ戻されてしまう。
強く生きると誓った理樹は、壊れてしまった彼女を支えながら、恭介達リトルバスターズの皆を迎えに行く。

## 登場キャラクター
担当声優に関しては特記ない限り、全年齢版 / アニメ版 / 18禁版（エクスタシー）の順。1人しか記載されていない場合は全て同一。

### リトルバスターズ初期メンバー
直枝 理樹（なおえ りき）
声 - 田宮トモエ（PC版・PS2版・PSP版・PSvita版）、たみやすともえ（PE版・PS3版・Switch版） / 堀江由衣 / 民安ともえ
身長：166cm / 体重：54kg / 誕生日：1月17日 / 原画：Na-Ga
初期称号：異様に賑やかな青春を送る普通の少年（作中では「普通の少年」と表記）
本作の主人公。2年E組。両親と死別したことで塞ぎこんでいた時期、恭介達に救われた過去を持ち、その時から「リトルバスターズ」のメンバーとなった。リーダーの恭介に強い憧れを抱いている。「リトルバスターズ」唯一の常識人でありツッコミ役で、時に周囲の絶賛を浴びる程の的確なツッコミを見せる。一番最後にメンバーになったため、真人や謙吾が「リトルバスターズ」になった経緯を詳しく知らなかった。ナルコレプシーに罹患しており、日中でも急に眠ってしまうことがある（これについては学校側も理解があることが述べられており、お咎めなしとなっている）。一人称は「僕」。
基本的に温厚かつお人好しな性格で、荒事は苦手であるが理不尽なことに対しては自分より強そうな相手に対しても声を荒らげる勇気も持ち併せている。なぜか男子メンバーから妙に好かれており、特に真人は彼に遊びや食事の誘いなどを断られただけで、極端に落ち込んでしまう。また、中性的な顔立ちで童顔・ツッコミ役という立ち位置のせいか、唯湖などによくからかわれ、女装させられるなどしている。当の理樹自身、自分が童顔であることを気にしている。
幼い頃から悲しい事、つらいことからすぐに逃げ出す臆病な性格だったが、恭介の作り上げたループ世界で新メンバーの悩みに触れ、リトルバスターズの新たなリーダーとなるまでに成長していく。ループ世界を抜けだした後は両親をなくした悲しみから発症したナルコレプシーをも克服し、鈴と共にバスの乗客を全員救出。誰一人死なせることなく生還させる奇跡を起こした。
棗 鈴（なつめ りん）
声 - 田宮トモエ（PC版・PS2版・PSP版・PSvita版）、たみやすともえ（PE版・PS3版・Switch版） / たみやすともえ / 民安ともえ
身長：153cm / 体重：43kg / 3サイズ：77/54/80 / 誕生日：9月2日 / 原画：Na-Ga
初期称号：なかなか人に懐かない気高き仔猫
テーマ曲：RING RING RING!
初期「リトルバスターズ」の紅一点であり、恭介の妹で理樹のクラスメイト。髪の左側だけ鈴の付いたリボンをつけている。ヘアゴムによる猫の尻尾を思わせるポニーテールと端正な容姿から異性からの人気は高いが、兄である恭介の庇護の元育ったため、人見知りが激しく口下手で、友人と呼べる人間は理樹や真人、謙吾ぐらいしかおらず同性の友人がいなかった。その影響からか、口調もかなりぶっきらぼうで、理樹も初めて出会った時は男の子だと思っていた。幼馴染みの男連中では理樹に頼り気味だが、真人のボケには容赦なく蹴り技でツッコんでいる。性格は天然が入っていて、たまに放つ突飛な言動で理樹を閉口させたり慌てさせたりする。根は素直で優しいのだが不器用で誤解されやすい。
本人は否定しているが大の猫好きで、恭介が拾ってくる猫の一匹一匹にレノンやドルジと名付けて根気よく面倒を見ている。猫たちに何かあると本気で激怒し、その力は魔球を生み出すほどで、最終的に140km以上と言うプロ野球選手並の剛速球まで投げられるようになる（ただし、常時この速度ではなく、通常は100Km前後）。バトルランキングでも専用武器として猫たちを使用する。
野球チームを創る過程で小毬たちと知り合うことになる。はじめは小毬たちに話しかけられてもすぐに逃げ出してしまうほどであったが、不器用ながらそれまでの「リトルバスターズ」限定だった人間関係を広げていく。
ループ世界を抜けた後は理樹と共にバスの乗客を全員救出。誰一人死なせることなく生還させる奇跡を起こした。
『KEY 10th MEMORIAL BOX』の発売に際して行われたKeyキャラクターの人気投票では9位。
棗 恭介（なつめ きょうすけ）
声 - 緑川光（幼少期 - 鴨ノ宮ゆう） / 同左 / 氷河流（幼少期 - 江田あかね）
身長：174cm / 体重：60kg / 誕生日：5月4日 / 原画：Na-Ga
初期称号：あらゆる日常をミッションにするリーダー
テーマ曲：BOYS DON'T CRY
「リトルバスターズ」のリーダーで、メンバー唯一の3年生。その容姿から女子のファンも多いが、一見冷静な仮面の下で基本的にはバカなことばかりを考えていて皆を困らせる一番の常識ハズレ。少年漫画が好きという子供っぽい一面もあり、特に「学園革命スクレボ」がお気に入りらしい。鈴の兄であるが、妹からの扱いは散々。だが、年長者らしく理樹たちの相談に乗るなど、他のメンバーからは慕われていると同時に、土壇場での頭の回転の速さ、幅広い人脈や明晰な頭脳、運動神経の良さ、あらゆる悪戯の発想など、その万能ぶりが彼が「リトルバスターズ」のリーダーである証左である。
就職活動中だが、そこから帰ってきてすぐに野球チームを作るほど、活動的で根っからの遊び好き。彼の提案する遊びには隙がなく、理樹からは「遊びの天才」と称されている。就職活動は、趣味などの予算の都合上徒歩で行っているらしい。
真人と謙吾の喧嘩を止めることが出来るのは唯湖を除いて彼ぐらいしかいない。そのため、彼が留守にしている時は真人と謙吾は喧嘩を我慢する程である。
一定条件を満たすと珍妙なマスクを被り、「マスク・ザ・斉藤」と名乗ってランキングをかき乱してくる。また、イレギュラーである沙耶を排除するために「時風瞬」と名乗り闇の執行部を率いて行動を起こす。
なお、男性キャラでは彼のみにテーマ曲が付与されている。
この作品のトリックスター、また狂言回しとして、いたるところで活躍を見せる。
実は理樹達のクラスメイトはリトルバスターズメンバー全員を含めて全員が修学旅行中にバスが崖から転落し、真人と謙吾が庇った理樹と鈴以外は重傷を負ってしまう。三年生である恭介も皆を驚かせようとこっそりバスに乗っていたため巻き込まれ生死の境を彷徨っていた。死を覚悟した恭介は二人しか助からないと判断して、理樹と鈴が二人だけでも強く生きていけるように鍛える為に他のメンバーと協力して1学期を永遠に繰り返す世界を作り上げた。（恭介によると生死の境を彷徨い臨死体験とは違うものを感じた際、同じ空間にいた皆の魂と共に偶然発動したらしい。）理樹の心が折られる度、世界を繰り返し続け、ついに恭介が望む結果へ近づいたが、鈴ルートのラストで鈴に最後の試練として一人、併設校に送るが理樹と鈴が二人で逃げてしまい失敗。鈴も対人恐怖症が悪化し恭介自身も引きこもってしまうが、陰ながら理樹をサポートし続け、決して理樹と鈴を救うことを諦めはしなかった。その結果、リトルバスターズの新たなリーダーとして強く成長した理樹に全てを託し、涙ながらに送り出した。
ループ世界が終わった後は理樹と鈴によって救出され生還した。現実世界では一人バスの燃料が引火しないよう、燃料漏れを自分の身体で防いでおり、その為救出が最後になった事に加え乗客で一番の重傷を負っていたため一番入院が長引いた（たびたび病院を抜け出して免許を取りにいっていた事も理由の一つ）。
『KEY 10th MEMORIAL BOX』の発売に際して行われたKeyキャラクターの人気投票では7位。男性キャラクターとして唯一トップ10入りを果たした。
【アニメ版の設定】原作における小毬への呼称は最初期のみ「神北」で途中からは「小毬」だったが、アニメでは「神北」に変更されている。
井ノ原 真人（いのはら まさと）
声 - 神奈延年 / 同左 / 水無月了
身長：183cm / 体重：80kg / 誕生日：11月6日 / 原画：Na-Ga
初期称号：憎めない筋肉馬鹿一直線
「リトルバスターズ」の一員で理樹のルームメイトで最大の親友。2年E組出席番号3番（理樹達のクラスメイト。リトルバスターズのキャラクターで出席番号まで判明しているのは彼と相川のみ）。己の体を鍛え上げることに命を懸る筋肉バカで、学園で彼と喧嘩ができるのはライバルの謙吾くらいしかいない。バトルでも腕力と体力を武器に活躍するが、その割にナイーブな部分があり、理樹に相手をされないと頭を抱えながらかなり落ち込んでしまう。なぜか妙な称号を付けられやすく、さらに様々な迷言を残しているため「リトルバスターズ」内ではボケ担当。恭介曰く「愛すべきバカ」。しかし、時折ボソッと冷静なツッコミをすることもある。悪意はないが言いがかりが特技であり、理樹いわくお金を払ってでも見たくなるとのこと。しかし、それが真理を言い当てていることが時々ある。
リトルバスターズに入る前は他人とずれた部分があったためバカにされており、バカにされない為に己を鍛え上げて誰よりも強くあろうとしていた。そのおかげで誰にも負けない腕っ節を身に付けたが、その所為で更に孤立していた所、謀略を巡らす恭介の前に敗北。お互いの友情を認めてリトルバスターズの最初の仲間となった。
女生徒達からは嫌われている訳ではないが、恋愛対象として見られておらず、「リトルバスターズ」の男子メンバーの中では一番モテない。特に、佐々美からは「筋肉馬鹿」として露骨に嫌悪されている。(葉留佳からは「筋肉ダルマ」と呼ばれることがある)
成績がすこぶる悪く、思考も突飛かつ単純で明らかな嘘を簡単に信じたり、本人にとって難しい話や考え事をすると頭が痛くなったりすることもあるが、本当に頭が悪いというわけでもなく、物語のあちこちで妙に鋭い面も見せる。特に、人の感情や心に関する話では、「俺にはよくわかんねえけど」などと前置きをしたりするものの、物事の核心をついた発言がいくつもある。また、己の肉体を鍛えることに命を掛けてきただけに、筋肉関係の知識は専門家並に豊富で全くボケがなく、筋肉関係の話については周りから全面的に信頼を得ている。ただし、共感してくれるのはクドリャフカだけである。また、学校の制服を着用せず、自前の詰襟を着ている。原作では、学校中の生徒が「筋肉、筋肉〜♪」と言って終わる「筋肉エンド」というものがある。
ループ世界では全てを知り、恭介に協力していた。ループ世界の最後には全員が自分の姿に見える幻を見て錯乱、自分が本物で最強だと示すため周囲を片っ端から殴るようになってしまう（殴ったのは全員男子）。だが、かつての恭介のように謀略で自分に立ち向かう理樹に助けられ、新リトルバスターズの最初の仲間となる。最後は強くなった理樹に照れながらも感謝を告げ、笑顔で消え去った。
バス事故の際は真っ先に理樹を庇う姿勢をとって、謙吾の理樹を守るようにという言葉に何か答えている(なお事故の轟音で掻き消されているので内容は分からないが口が動いているのが見える。ループ世界が終わった後は理樹と鈴によって救出され生還した。
宮沢 謙吾（みやざわ けんご）
声 - 織田優成（幼少期 - 鴨ノ宮ゆう） / 織田優成（幼少期 - 潘めぐみ） / 長月優（幼少期 - 江田あかね）
身長：180cm / 体重：72kg / 誕生日：4月30日 / 原画：Na-Ga
初期称号：最強の男児にして真人のライバル
「リトルバスターズ」の一員。理樹達のクラスメイト。実家が剣道の道場を開いている影響で、幼い頃から毎日のように剣道の稽古に励んでいる。その鍛錬の賜物か身体能力はかなりぶっ飛んでおり、所属している剣道部内でもエース級の存在。部活を理由に「リトルバスターズ」の野球練習への参加を断っているが、その他の遊びや恭介の主催するイベントには付き合っている。成績も優秀であり、正に文武両道といった人物。いつも剣道着を着ており、制服を着ることを嫌がっている（理由として制服を着るとその手の人と勘違いされると本人は説明している。また三枝葉留佳の悪戯×井ノ原の悪戯の結果制服を着用せざるを得ない状況になり着用しているシーンがアニメ版Refrainに存在する。また、アニメ版RefrainのEDで『君とのなくしもの』が使用される回では神北同様ブレザーを着用している）。
渋い外見と武士とも言うべき男らしい性格のためか佐々美などの女生徒達からの人気は恭介以上に高いのだが、本人はそういった色恋沙汰にはあまり関心がないようである。しかし、理樹の恋愛には割と関心を持っており応援している。
実家は剣道場であり、リトルバスターズに入る前は父から勝つことのみを強要されていたが、その勝ち負けを要求していた父を恭介が倒した事で、バカになりたかった自分を自覚し、リトルバスターズのメンバーとなった。
普段はクールでシニカルな風情を装うも、その本質は直情的であり、幼い頃から犬猿の仲である真人とは些細なことで喧嘩を繰り返すなど、子供心は忘れていない。物語の中では、5人の初期メンバーの中で「一番リトルバスターズを愛している人物」であることも示されており、「お前らと出会わなかった人生など考えられない」とまで言うほど。真人とは違うベクトルのバカであり、メンバーの中ではボケとツッコミの両刀を使いこなす笑いにおいても貴重な人材でもある。とある事件で左腕を骨折してからは自作のリトルバスターズジャンパーを着てバカに拍車がかかるようになる。
ループ世界では「リトルバスターズを一番愛している」が故に自分達が助からない事を最後まで許容できず、恭介の策略に一人逆らって理樹と鈴を守ってループ世界で遊び続ける事を望み、理樹たちに冷たく当たるが、強くなった理樹の前に敗北。最後は理樹と友情の握手を交わし、消え去った。
バス事故の際は真っ先に鈴を庇う姿勢をとり、真人に理樹を守るように大声で怒鳴っている。ループ世界が終わった後は理樹と鈴によって救出され生還した。
【アニメ版の設定】原作では体育の授業でも剣道着で参加していたが、アニメでは体操服に着替えている。

### リトルバスターズ新メンバー
神北 小毬（かみきた こまり）
声 - やなせなつみ / 同左 / まきいづみ
身長：159cm / 体重：45kg / 3サイズ：83/57/84 / 誕生日：4月5日 / 原画：樋上いたる
初期称号：ほんわりきゅーとなメルヘン少女
テーマ曲：魔法のアンサンブル
6人目のメンバー（野球に加わったのは5人目）。2年E組で理樹たちのクラスメイト。お菓子を愛し童話を好むメルヘン少女。ショートボブの髪型に大きめのセーターを着用しており、他メンバーが着用しているブレザーは着ていない（ただし、アニメ版RefrainのEDで『君とのなくしもの』が使用される回では謙吾と共にブレザーを着用した立ち絵が描かれる。また雑誌等各種媒体においてもブレザー着用の立ち絵が存在している）。のんびりとした口調で独特のイントネーションをつけて話す。マイペースさを随所に見せるのんびり屋だが、英語が得意で成績は学年上位という一面もある。そのためか、会話の中に英語を混ぜることがある。反面、古典や現代文などの国語系統の教科は少々苦手だが、童話を自作するほどの文才を持っている。
心優しい頑張り屋で、「他人を幸せにすると自分も幸せになれる」という「幸せスパイラル理論」を信条にしている。その信条に則り、休日にはよく募金活動や老人介護などのボランティアを行っている。相手を和ませるニコニコした笑顔と天然っぽさからクラスの内外に友達が多く、人見知りがちな鈴にとって最初の女友達にもなった。しかし、お節介で人が良すぎる性格が災いして、他人のトラブルに巻き込まれたり気合が空回りしてドジをやらかすこともしばしば。
立入禁止である学校の屋上がお気に入りの場所で、わざわざドライバーで屋上に通じる窓をこじ開けて入り込んでいる。昼休みなどには、そこで昼食やお菓子を食べている。
恭介からちょっとコツを教わっただけで物凄いコントロールの良い球を投げられるようになる等、ものを知らなすぎるだけで実はものすごい運動神経の持ち主ではと評されており、それを証明するかのように全メンバーの中で最もステータスの伸び幅が大きい。
バトルランキングでの専用装備はペンギンぬいぐるみと童話ノート。
ループ世界では他のメンバーの誰よりも鈴の事を心配して最後まで残っている。
ループ世界が終わった後は理樹と鈴によって救出され生還した。
【アニメ版の設定】原作同様理樹を赤面しながらデートに誘う場面があるが、恋愛感情から来るものではない模様。小毬ルートラストの絵本は原作とは違う内容となっている。
来ヶ谷 唯湖（くるがや ゆいこ）
声 - 田中涼子 / 同左 / 一色ヒカル
身長：170cm / 体重：55kg / 3サイズ：90/60/89 / 誕生日：3月13日 / 原画：樋上いたる
初期称号：ちょっぴりお茶目な姉御肌
テーマ曲：心色綺想曲
7人目のメンバー（野球に加わったのは6人目）。理樹たちのクラスメイト。海外生まれの純日本人。通称「姉御」。尊大な物腰と先読みの鋭さからよく周囲に頼られ、外見や男っぽい口調などから年上に見られがちだが、理樹の同級生。
「エリザベス」というミドルネームを持ち、海外ではそれを略した「リズベス」という愛称で呼ばれるらしい。そのせいか「唯湖」と名前で呼ばれるのが苦手で、ほとんどの相手には「来ヶ谷」と名字で呼ばせる。そのため、メンバーの中で一人だけバトルランキングなどでも表記が苗字である。ただ、小毬のみ彼女を「ゆいちゃん」と呼ぶので調子を狂わされている。
成績はどの科目も優秀で、中でも数学が大の得意科目で、数学の教師が大学生でも解けないような高等数学のテストを作ったが、それですら満点を採ってしまい、生徒たちの前で大恥をかかされた数学教師から『出席扱いにしといてやるから、数学の授業は受けなくていい』と言われて以降、数学の時間は、中庭の木陰に置いてある木箱と古い椅子と自販機の缶コーヒーで即席カフェテリアを楽しんでいる。ちなみにRefrainにおいての発言(ブチギレてドアを蹴破る時の発言)によれば日本語を含め7各語を解す模様。放送委員会の委員長であり、昼の放送は委員会の仕事ではないが、趣味で行っている。好きな食べ物は、お茶・コーヒー・キムチ・もずく。
可愛いものが好きで、とくに外見の幼い女生徒に対して同性愛をほのめかすような言動が多い。中性的な顔立ちである理樹もその対象に入るらしい。味方には優しいが敵には非情で、男女問わず容赦はしない。普段見せる鋭さとは裏腹に、自分自身の恋愛面に関してはかなり鈍い。神出鬼没でどこからともなく理樹やヒロインの前に現れ、場の雰囲気を掌握することに秀でているが、精神的に攻める側に立つことが多い姉御気質ゆえか、逆に攻められると弱い。完璧にみえる彼女が唯一苦手にするのが天然ボケ。
戦闘能力は謙吾や真人に次いで高く、バトルの実力も新メンバーの中では最も高いと言える。野球でも瞬間移動してるとしか思えない俊足を見せる。唯湖ルートでは本気でキレてドアを真っ二つに蹴破るほどの力を見せる。
そのリーダーたる器や頭の回転の速さから恭介とは似た者同士であり、お互いに才能を認識しあっている。敵に回せばライバル同士だが、手を組めば最強のタッグとなる。思考が似ているのか恭介とは二言三言、言葉を交わすだけで意思疎通したりする。また、彼女ルートでは自分のことを名前で呼んでいいのは「未来の旦那さま」という普段の彼女からは考えられない乙女チックな言葉が聞ける。
バトルランキングでの専用装備はレプリカノリムネ（模擬刀）とマシンガン。
ループ世界では自分のルートが終了した後、世界を去り一番最初に現実へと戻った（アニメ版のみの設定）。
ループ世界が終わった後は理樹と鈴によって救出され生還した。
【アニメ版の設定】第1期時点では彼女のルートはアニメ化しておらず、ルートが描かれるのは第2期『Refrain』1話から。嫌がらせを受ける相手は理樹ではなく、小毬とクドリャフカに変更されている。
三枝 葉留佳（さいぐさ はるか）
声 - すずきけいこ / 同左 / 涼森ちさと
身長：163cm / 体重：49kg / 3サイズ：81/59/82 /誕生日：10月13日 / 原画：樋上いたる
初期称号：お気楽 極楽 騒がし乙女
テーマ曲：騒がし乙女の憂愁
8人目のメンバー（野球に加わったのは7人目）。理樹たちとは違うクラスの女の子。休み時間になると理樹たちの教室に入り浸っている。バス事故の際も理樹達のクラスのバスに潜り込んだ事で巻き込まれた。とにかくマイペースで騒がし好き。会話や行動に脈絡がなく、何を考えているか分からず、メンバーの中では真人に匹敵するボケ役である。勉強も文系科目は苦手だが、びらん剤やマスタードガスについての知識がある、数学は特に努力しなくてもできるなど理系科目については才能があるようで、没シナリオや『クドわふたー』ではそれが顕著に表れている。運動神経はまあまあ良いが、野球のルールはよく知らなかった。いつも騒ぎを起こしては楽しむ問題児であるためか、風紀委員から目の敵にされ毎日のように追われている。
スカートのポケットにはビー玉など様々な物を入れている。髪型はかなり特徴的なツーテール。トラブルメーカーという印象が強いが、整備委員会に所属しており、机などの備品の整備をマメに行う一面もある。また、マフィンやスコーン作りが得意で、練習のために食堂のオーブンを借りている。問いかけに対して疑問形で答えたり、「ですヨ」「ですネ」といったようなやや特徴的な喋り方をしたりする。好きな味は柑橘系で嫌いな味は薄荷系だが、その他嫌いな食べ物はたくさんあるらしい。左利きである。クドリャフカとともに理樹に最初から好意を抱いていて佳奈多ルートでも二人のシーンがある。苗字より名前で呼ばれる方が好み。展開次第でクドリャフカのルームメイトとなる。
風紀委員長・二木佳奈多とは異父姉妹で、幼い時から彼女と比較され続けたりして加えて犯罪者の娘として扱われたことから、彼女に対しては憎しみにも近い反感を抱いていたが理樹の協力もあり佳奈多とは和解している（後述・二木佳奈多の項参照）。
バトルランキングでの専用装備はビー玉とベーゴマ。
ループ世界では理樹と鈴の交際の報告を受けた後にクド、美魚と共に世界を去っている（アニメ版のみの設定）。
ループ世界が終わった後は理樹と鈴によって救出され生還した。
【アニメ版の設定】高校入学時点で両親と同居していた設定はなくなり、葉留佳ルートラストに再会するという展開に変更されている。理樹に名前で呼ぶように頼むイベントが再現されなかったため、最後まで名前で呼ばれる事はなかった。1期のヒロインでは唯一理樹への恋愛感情が明確に描写されたが、恋人関係にはならないため理樹に依存はしない。これに伴い、佳奈多が葉留佳に変装して理樹を騙す理由も理樹を試すために変更されている。佳奈多と和解した後は原作のようにぎこちなくなることはなく、次の話から普通に仲良くしている。これは佳奈多側も同様。
能美 クドリャフカ（のうみ くどりゃふか / Кудрявка Номи / Kudrjavka Nomi）
声 - 金子明美（PC版・PS2版・PSP版・PSvita版）、若林直美（PE版・PS3版・Switch版） / 若林直美 / 鈴田美夜子
身長：145cm / 体重：37kg / 3サイズ：69/51/72 / 誕生日：6月12日 / 原画：Na-Ga
初期称号：えきぞちっく（自称）なマスコット
テーマ曲：えきぞちっく・といぼっくす
9人目のメンバー（野球に加わったのは8人目）。理樹たちのクラスメイト。祖父はロシア出身で祖母が日本人のクォーター。母親「チェルヌシカ（シルーシャ）」C.I.Strugatskayaは宇宙飛行士（コスモナーフト）で、親の仕事柄世界を飛び回るため、多重国籍である。愛称は「クド」で、真人や葉留佳には「クー公」「クド公」などと呼ばれる。家族および親族からは主に「クーニャ」と呼ばれている。テヴア共和国（架空。南半球の島国で、ロシアの元海外領土という設定）出身で、出生国での名は「クドリャフカ=アナトリエヴナ=ストルガツカヤ（キリル文字：Кудрявка Анатолиевна Стругацкая ラテン文字：Kudrjavka Anatoljevna Strugackaja）」。南方の生まれゆえか寒いのが苦手で、帽子とマントを常に身に着けている。帽子はデヴアの軍帽で、技官であった母から譲られた物。
日本贔屓である祖父の影響を多分に受けており、日本文化は日本人よりも詳しく、行動も誰よりも日本人的である。英語が大の苦手で、英語で話そうとしても間違った内容や発音になってしまう。一方、片言ながらロシア語を英語よりきちんと話すことができる。その容姿と中身とのギャップに少々悩み気味（彼女自身は「外国っぽく」なりたいと思っており、英語で話そうとするのもその一環）。はじめから悪意を持って行動する人はいないと考えており、寮内で見た目とのギャップのことを噂されても受け入れようとしている。学校で行われるような試験は苦手だがレポート形式でじっくり考える勉強は得意らしく、通信教育で単位を取りすぎたため、一学年飛び級している。真人とは気が合うらしく意気投合することも多い。
風紀委員会の仕事を手伝っている犬（シベリアンハスキーのストレルカとスキッパーキのヴェルカ）の飼い主であり、休み時間によく遊んでいる。廃部寸前の家庭科部に所属している。パッチワークが得意。好きな食べ物は海藻系。フリスビーやキャッチボール（当初キャッチボールを知らなかった）などの飛んできた物を掴むのが得意。それを見て理樹と真人が「犬だ」と称した。
普段から折り目正しい丁寧語で喋っているが、語末の動詞を「連用形+ます」ではなく「終止形+です」と話す点が特徴である（例：買います⇒買うです）。また、「わふー」という口癖がある。葉留佳と一緒で、理樹に最初から好意を抱いている。
幼い頃からいろんな国へ引越ししていたために幼馴染や友達が出来なく寂しい思いをしていた。そのためルームメイトを募集する展開があり、葉留佳、美魚、佳奈多の誰かがルームメイトになる。
バトルランキングでの専用装備は飼い犬のヴェルカとストレルカ。
ループ世界では理樹と鈴の交際の報告を受けた後に葉留佳、美魚と共に世界を去っている（アニメ版のみの設定）。
ループ世界が終わった後は理樹と鈴によって救出され生還した。
派生作品である『クドわふたー』ではメインヒロインとなる。
『KEY 10th MEMORIAL BOX』の発売に際して行われたKeyキャラクターの人気投票では6位
【アニメ版の設定】葉留佳と違い理樹への恋愛感情は明確には描写されなかったが、描写されていないだけで否定はされていない（小毬や美魚も同様）。また、『クドわふたー』では理樹を途中から「リキ」と呼ぶようになるのは恋愛感情からだと設定されているが、この呼称変更のイベントも再現されている。理樹への想いが再現されない関係でテヴアに帰国することを躊躇う理由も変更された。
西園 美魚（にしぞの みお）
声 - 荒井悠美（PC版・PS2版・PSP版・PSvita版）、河原木志穂（PE版・PS3版・Switch版） / 巽悠衣子（第1期）、河原木志穂（第2期） / 柚木かなめ
身長：153cm / 体重：41kg / 3サイズ：75/55/79 / 誕生日：8月22日 / 原画：Na-Ga
初期称号：日傘を差した物静かな天然素材
テーマ曲：光に寄せて
「リトルバスターズ」最後のメンバー。理樹たちのクラスメイト。部屋に溢れんばかりの本を所蔵する読書家の女の子。いつも「彼女そのもの」が書かれているという若山牧水の短歌集を持ち歩き、愛読している。真面目で物静かだが、少々天然が入っている。読書家のため語彙が豊富なので、ツッコミはとても鋭い。
体が弱いためか、外出時はいつも日傘をさしており、体育の時間も見学をしている。そのため、「リトルバスターズ」にはマネージャーという形で参加している。運動は苦手であるが、学業に関しては普段の授業に真面目に取り組み、予習や復習も欠かさないため、全教科無難にこなしている。葉留佳に対しては妙に強気で手厳しく、彼女に対しては普段にも増して毒舌になる。
その性格ゆえ、存在感が希薄な上に、あまり親しい友人もいないため、クラスメイトからいてもいなくても同じ「カゲナシ」と揶揄されている。時として意外な才能を見せることがあり、人形劇の練習では、普段とのギャップに「リトルバスターズ」の面々が絶句するほどの演技力を披露していた。 携帯電話は苦手。
理樹との会話では推理小説について多く話しており、「トイレみたいな名前の探偵が主人公の推理小説」を愛読している節がある。そのほかにも「苗字と名前に同じ漢字が出てくる作家」や、「登場人物が書く小説の虚構と現実が奇数章と偶数章で現れる小説」なども読んでいる。
BL愛好者であり、「棗（恭介）×直枝」などと勝手に妄想している。
実は「何だかよくわからないパワー（略称：NYP）」の持ち主である。ストーリーには関係ないが、一定条件を満たせばバトルでその恐ろしき力が発揮される。バトルランキングでの専用装備は薄っぺらい本と日傘だが、ある条件を満たすと科学部部隊のサイバーな武器に変化する。
展開次第ではクドリャフカのルームメイトとなる。
ループ世界では理樹と鈴の交際の報告を受けた後に葉留佳、クドと共に世界を去っている（アニメ版のみの設定）。
ループ世界が終わった後は理樹と鈴によって救出され生還した。
【アニメ版の設定】14話で美魚ルートが終了する展開を受け、15話以降は日傘を持ち歩かなくなる。OP、EDでも1話から14話まで日傘を差したバージョンだが、15話以降は日傘を差していないバージョンになっている。
西園 美鳥（にしぞの みどり）
声 - 荒井悠美（PC版・PS2版・PSP版・PSvita版）、河原木志穂（PE版・PS3版・Switch版） / 巽悠衣子（第1期）、河原木志穂（第2期） / 柚木かなめ
美魚と瓜二つで、同じ顔と容姿をした謎の少女。理樹以外は彼女の存在は知られておらず、美魚が姿を消してからは彼女と掏り替わってる。美魚と同じく影が無いが、美魚とは違い秘密を隠すことは無く、日傘を差したりはしない。性格も美魚とは逆で活発で明るいが、理樹に美魚の秘密をばらすことや、美魚の本を破ることを躊躇わない小悪魔的な一面を兼ね備えている。
正体は美魚の幼少時代に孤独感から幻想で生み出した分身体（美魚のもう一人の人格でもある）で、美魚の妹的な存在。そのため美魚以外周りの人には見えない。理樹をからかうのが好きで、木登りが得意。

### エクスタシー 昇格・追加ヒロイン
佳奈多と佐々美は「エクスタシー」でヒロインに昇格、沙耶は「エクスタシー」で新たに追加されたヒロイン。3人とも称号は持つがバトルランキングには参加しない。ただし、佐々美のみ鈴とイベントでバトルがある。
二木 佳奈多（ふたき かなた）
声 - すずきけいこ / 同左 / 涼森ちさと
身長：163cm / 体重：47kg / 3サイズ：80/57/82 / 誕生日：10月13日 / 原画：樋上いたる
初期称号：素っ気無し 愛想無し 配慮無しの風紀委員
テーマ曲：Will&Wish
風紀が乱れることを嫌う風紀委員長。融通の利かない堅物という印象が強く、発言の節々に皮肉を混ぜる皮肉屋でもあるが、生真面目に努力を続ける努力家でもあり、時に優しい一面も見せる。また、プライドが高く、少々天邪鬼なところもあり、自分がバレて恥ずかしいと思うことは、半ばバレているようなことでも無理やり隠そうとすることがある。剣道部に籍があり女子の副主将だが、委員会や寮会で多忙のため、幽霊部員状態である。そのクールで怜悧な印象とは裏腹に味覚は子供っぽい。また、世間知らずなところがあり、外食をほとんどしたことがないらしい。たまに真人に匹敵するほど無理矢理な言いがかりをつける時がある。
色々と騒ぎを起こす「リトルバスターズ」を快く思っておらず、特に異父姉妹である葉留佳のことは本家の命令もあってか目の敵にしている。ただし、唯湖には一目置いており、「リトルバスターズ」と行動していることを残念に思っている。また、クドリャフカとは仲がよく、好みなどにクドリャフカの日本好きの影響を受けている部分がある。クドリャフカのルームメイトが見つからなかった場合は、彼女がクドリャフカのルームメイトを申し出てくる。
葉留佳と佳奈多の母親は古くからの名士の生まれで、プライドが高く子孫を絶やさないため母親とは幼馴染だった2人を婿としていた。だが2人が産まれた後に3人で家庭を持とうとしたところ2人は両親から引き離されてしまい、それに反発した婿の一人（三枝晶）が2人を取り戻そうと三枝家に乗り込んで結果として殺人未遂・放火事件を起こして逮捕。葉留佳と佳奈多はそれぞれ別の家に引き取られ、その後2人のうち比較的優れていた佳奈多が三枝家の跡継ぎとなった。だが佳奈多は、引き取られた先でも虐待を受け更に三枝家全体から葉留佳を敵視する様に言われるなどされ、そのため葉留佳を守るために敢えて葉留佳に冷淡な態度を取った。一方、陰では葉留佳が両親と暮らせるように工面するなど彼女を守るように尽力していた。佳奈多にとって葉留佳は最愛の存在であり、彼女が無事なら後はどうでもよいと断言するほどである。最終的には理樹の助けで成長した葉留佳の願いを受け、全てを打ち明けて和解した。それからは性格も柔らかくなっていった。
理樹に対してはとある理由から特に冷たい態度を取り、葉留佳と和解して丸くなった後でもそれは変わらない。わざわざ「直枝理樹」とフルネームで呼ぶのも理樹のことが嫌いなのを彼に分からせるためである。理樹にそういった態度を取る理由は何回か示唆されているが明言はされない。
あーちゃん先輩や小毬からは「かなちゃん」と呼ばれているが、本人はそう呼ばれることを快く思っていない。
風紀委員は委員長を含めて4人で、クドリャフカの飼い犬であるストレルカとヴェルカの2匹が仕事を手伝っている。
彼女ルートにて明言はされていないが、バス事故にあってはないが、一学期がループし続ける世界に彼女本人が招かれていたような描写が見受けられる。
『KEY 10th MEMORIAL BOX』の発売に際して行われたKeyキャラクターの人気投票では10位。
【アニメ版の設定】原作に比べ攻撃的な言動はかなり控えられており、理樹も佳奈多に対してそれほど敵意を向けなかった。葉留佳と和解後は更に丸くなり、あーちゃん先輩の服を不安げに掴むという原作や『クドわふたー』からは想像もできないような行動も取っている。葉留佳に変装して理樹を騙そうとしたのは、佳奈多自身も理樹に好意を持っていたのではないかという解釈もできるようにされている。最初は理樹のことを知らない風な描写に変更されたため、初回のみ理樹を「直枝くん」と呼んでいるが以降は「直枝理樹」となる。ただしフルネームで呼んでいるにも関わらず特に理樹を嫌っているような描写はなく、1期最終話の試合ではほかの面々と一緒に普通に応援している。理樹を知らなかったのを始め、原作では度々あった「世界の秘密に関する言及」は全てカットされている。
OVA版では「リトルバスターズ」のことを騒がしいと言っているものの、騒ぎを見ているのは好きでただ騒がしいのに慣れていないだけだと言及しており、嫌っているわけではなく注意するのはあくまでも風紀委員の立場として行なっている模様。
笹瀬川 佐々美（ささせがわ ささみ）
声 - 田宮トモエ（PC版・PS2版・PSP版）、たみやすともえ（PS3版・PE版・Switch版） / 徳井青空 / 民安ともえ
身長：154cm / 体重：43kg / 3サイズ：78/54/81 / 誕生日：12月3日 / 原画：Na-Ga
初期称号：唯我独尊の女王猫
テーマ曲：猫と硝子と円い月
ソフトボール部のエースで4番バッター。一方的に鈴をライバル視しているが、鈴からは気に留められていないらしく片想い状態。気位が高く、「〜ですわ」「ごきげんよう」などといったお嬢様口調が特徴。いつも取り巻き（後述）を連れて行動している。謙吾に憧れておりアプローチ中だが、当人は彼女に苦手意識を持っている。小毬のルームメイトであり、前年度は同じクラスで、今でも「さーちゃん」と呼ばれている。周りにはあまり知られないようにしているが、小動物をかわいがっている。しかし、猫（特に黒猫）は嫌いらしい。なお、鈴の髪型が猫の尾をイメージしてデザインされていることとの対比で、彼女の髪型とリボンは長毛種の猫の耳をイメージしている。
早口言葉のような名前のため、鈴などによく名前を間違えられている（佐々美自身も噛んでしまうことがある）。鈴が噛んだ佐々美の名は随時変わっている（例「さささささささみ」「ささっせわざざみ」「笹ぜがわざざ美」「ササ子」「さしすせそさささ」）。小説や漫画でもそのネタは健在。
【アニメ版の設定】コロッケそばが好物という設定が付加された。ルートが描かれたのはOVA版から。
朱鷺戸 沙耶（ときど さや）
声 - 櫻井浩美 / 同左 / 風音
身長：156cm / 体重：44kg / 3サイズ：83/55/82 / 誕生日：10月21日 / 原画：Na-Ga
初期称号：ボケまくりの完全無敵少女
テーマ曲：駆ける
表の顔は容姿端麗なクラスの人気者だが、その実態は夜な夜な校舎を徘徊してはこの学園に隠されている「秘宝」を探し求め、それを守る闇の執行部と戦っているスパイ。彼女の夜の顔を目撃した理樹を口封じに殺そうとしてくるが、最終的に理樹にパートナーとして共に行動するよう持ち掛けてくる。スパイとしては優秀で、他のスパイからも名前を知られるほどの有名人。しかし、優秀なスパイとしてのプライドからか、妙な所で見栄を張る癖がある。また、理樹の前では度々失態を晒す事もあり、その際には自分が如何に滑稽であるかを早口で捲くし立てて最後に自分が笑う（理樹いわく「自虐パフォーマンス」）。その他にも理樹との交流を経て地が出たためか、様々な奇行に走る事がある（これらの事が沙耶の初期称号の由来）。
世界に迷い込んだ本来いないはずのイレギュラーであり、世界の存在目的を壊しかねないため、世界を本来の役割と形に戻そうとする「時風瞬（恭介）」率いる闇の執行部から執拗に排除のターゲットとされている。本名は「あや」であり、朱鷺戸 沙耶とはあやと恭介の愛読書である「学園革命スクレボ」の登場キャラ。あや本人の生死については明らかにされていないが、世界に参加できる条件が生きていることであることからストーリー中は生きていると思われる。実は幼少期に、リトルバスターズに入る以前の理樹に出会っている。願った青春を得られた最後は、恭介に「秘宝」を生物兵器にするよう頼んで恭介のループ世界から退場する。しかし恭介は理樹に、闇の執行部がスパイに秘宝のタイムマシンを奪われたらしいと話した。その後、幼少期に戻ったあやが父の前で目を覚ます描写があるが、これがあやの作り出した世界なのかただの夢なのかは不明。
常に拳銃（コルト コンバットコマンダーがモデル）を持ち歩いており、学園迷宮の決戦兵器として最後にはGE M134ミニガンを持ち出す（M134を理樹と二人で持ち飛び降りるシーンがあるが、元々軍用ヘリコプターに搭載するような武器であるため、銃に三脚、弾薬(千発単位）、バッテリーを含めると総重量は100kg超（本体だけで18kg）となるため、実際は持ち運ぶことさえ不可能である）。
野球チームには参加せず、他のメンバーとも基本的に顔を合わせることは無いが、野球ゲーム中はこっそり樽に隠れて飛んできた打球に銃撃する事がある。
脚本を担当した麻枝准の遊び心で、彼女のシナリオには普通の流れと理樹が馬鹿になるもの（通称「馬鹿理樹ルート」）の、二つの展開が用意されている。シナリオの基本ラインは同じだが、この二つのルートでは発生するイベントの内容が変化する。なお、麻枝准はインタビューなどでは常にこの馬鹿理樹ルートに関し、「沙耶シナリオの感動が損なわれる恐れがあるため、馬鹿になるのは2回目のプレイからにしてほしい」と熱望しており、Keyのスタッフブログでもこの旨を告知している。
また、沙耶視点のルートで全ての死亡展開を見ると沙耶がドMになり、エクスタシーモードを発動させることが可能になり、最期の戦いで時風瞬（恭介）を倒してループ世界を乗っ取り、恭介の代わりにリトルバスターズのリーダーとなるifルートも存在する。
『KEY 10th MEMORIAL BOX』の発売に際して行われたKeyキャラクターの人気投票ではリトルバスターズ！のキャラクターの中でトップとなる3位。麻枝准はリトバスの全キャラ中で、自身のお気に入りキャラクターであると語っている。
【アニメ版の設定】第1期にはモブキャラとして散見することができ、第2期 リフレインには登場せずOVA版のみの登場となる。アニメをもとにした『リトルバスターズ！ End of Refrain』では、3巻にて僅かながら台詞がシルエットで登場している。

### 学園の生徒・講師
古式 みゆき（こしき みゆき）
声 - 鴨ノ宮ゆう / 本多陽子 / 江田あかね
原画：Na-Ga
弓道の名門に生まれた少女。才能にも恵まれ弓道を極めていたが、病気で右目を失明したことで道を絶たれ、塞ぎこんでいる。同じく武道に生きる謙吾が彼女を気遣う言動をとるが、それは自身と似たような境遇にあったためである。現在は眼帯を付けて登校している。登場回数は多くないが、物語（特に謙吾の生き方）にとても重要な影響を与える人物。ゲーム内での立ち絵は存在しないが、あるイベントで顔と全身を見ることができる。現実世界においては屋上からの投身後の生死は不明、理樹を強くするため利用する形をとった恭介に謙吾が珍しく本気の怒りをぶつけることとなった。
【アニメ版の設定】原作では骨折後の謙吾に諭されていたところで出番は終了するが、アニメではその後の謙吾のホームランや野球の試合にも立ち会っており、その表情から立ち直ったことがうかがえる。
あーちゃん先輩
声 - 理多（PS2版以降） / 平井理子 / 理多
原画：樋上いたる（PS Vita版・クドわふたー）
女子寮の寮長。本名不明。寮会の仕事も務める佳奈多とは仲がよく、葉留佳と和解前のギスギスした彼女を理解し、普通に接していた数少ない人物。彼女からは「あーちゃん先輩」と愛称で呼ばれている。この愛称は、本人いわく冗談で言ったつもりが、佳奈多に真に受けられた結果、そのまま呼ばれ続けているだけとのこと。本人は恥ずかしがっているのだが特にやめるようには言わない。猫を飼っており、その繋がりで鈴とも親しい。立ち絵は存在しないが、月刊コンプエースで連載されているコミック版およびヴァイスシュヴァルツではビジュアルが公開されている。「リトルバスターズ！」の派生作品である『クドわふたー』においてゲーム中でははじめてビジュアルが登場する。PS Vita版ではCG有りで登場し、ゲーム内で初めて冬服姿が描かれた。初期の頃は上着を着ていない設定だったが立ち絵が設定されたPS Vita版以降のゲームでは上着を着ている。他のメディアでもPS Vita版以降は上着を着せるようになっている。
杉並 睦実（すぎなみ むつみ）
声 - 花澤香菜（PSP版以降） / 花澤香菜 / -
理樹に好意を抱くクラスメイト。ゲーム内での立ち絵はない。高宮、勝沢という友人とつるんでいる。ほかの2人と違い良識を持っているがそのためか彼女たちからも少々軽視されている。
【アニメ版の設定】「Refrain」では高宮が唯湖への逆恨みから嫌がらせを行うところに居合わせたが、それを止めることが出来なかったことを後悔し唯湖へ謝罪した。数日後気持ちの整理を付けるために理樹に恋の告白を行なった。
渡辺 咲子（わたなべ さきこ）、川越 令（かわごえ れい）、中村 由香里（なかむら ゆかり）
声・渡辺 - すずきけいこ（PC版・PS2版）、野中藍（PSP版以降） / 野中藍 / 涼森ちさと
声・川越 - 鴨ノ宮ゆう（PC版・PS2版）、神田朱未（PSP版以降） / 神田朱未 / 江田あかね
声・中村 - 田宮トモエ（PC版・PS2版）、広橋涼（PSP版以降） / 広橋涼 / 民安ともえ
佐々美の取り巻き3人組。鈴のライバル。名前以外は特に設定がなく、そのため小説、漫画などで度々変わっており統一はされていない。
高宮（たかみや）、勝沢（かつさわ）、山崎（やまざき）
声 - 岡田栄美（高宮・アニメ版）、青木紀子（勝沢・同左）、大西沙織（山崎・同左）
理樹のクラスメイト。高宮は唯湖に恥をかかされたことがあり、彼女を憎んでいる。山崎（ロングヘアの女性）は原作には登場しないアニメオリジナルキャラクターで、19話で登場し高宮、勝沢と一緒にクドリャフカをからかった。3人とも性格はあまりよくない。
【アニメ版の設定】日直の仕事を放棄し猫と遊ぶ鈴の文句をいう女子や、英語の苦手なクドリャフカをからかう女子（山崎が関わったのはこの場面のみ）は原作では名前の存在しないキャラクターだが、アニメでは彼女たちに変更され、原作以上に悪人ぶりを強調される結果となった。「Refrain」では原作同様に唯湖への恨みから嫌がらせを行うが、相手は理樹ではなく小毬とクドリャフカに変更されている。だが、来ヶ谷に証拠を突きつけられ、追い詰められた高宮が「リトルバスターズを潰す」と公言した際には共犯である勝沢も困惑していた。その後、来々谷の強烈な蹴りを目の前で披露され、恐怖からその場を逃げ出す。
伊藤（いとう）
声 - 山川琴美（アニメ版）
理樹、美魚のクラスメイト。内気な少女で、美魚の本を偶然拾うが内気なため周りに確認できず自身の机に仕舞い込み後で持ち主を探すつもりだったが、聞きそびれてしまう。その後、理樹か唯湖（展開によって異なる）が彼女が本を持っていることに気付き、美魚に本を返すことが出来た。
【アニメ版の設定】美鳥と仲良くしている場面が見られる。
相川（あいかわ）
声 - 水島大宙（アニメ版）
2年A組の出席番号1番。勉強も手につかないほど佐々美に恋してしまい理樹と鈴に相談する（させられる）。マンガやゲームが趣味。
遠藤（えんどう）
声 - 松本忍（アニメ版）
学園の教師。剣道部顧問にして風紀委員顧問。厳しい教師で逆らう生徒は処罰を下すことも厭わない。みゆきの自殺未遂を止めようとした際には謙吾に投げ飛ばされた。この事から謙吾に一学期の部活動の全面禁止を言い渡した。なお、ほかの教師らは謙吾を擁護したが聞き入れなかった。
遠藤が部活動禁止を指示したこともあり、みゆきを救出した際に左腕を骨折した謙吾は、それまで距離を置いていたリトルバスターズに合流する。その意味では謙吾が野球バカになるきっかけを作ったとも言える。

### 親族・家族構成
神北 小次郎（かみきた こじろう）
声 - 森小路旭 / 大川透 / 加古川高
老人ホームに住む高齢者の一人で、小毬の作中に登場する唯一の肉親。扉を開ける度に怒鳴り、部屋には無数の本が散らかっているが、片づけた縁で理樹と親しくなる。とある理由により小毬と会うことを拒んでいるが、誰よりも小毬を心配している。老い先短いこともあり自身の死で、小毬が兄を思い出し悲しみにくれないために小毬とは距離を置いていた。
【アニメ版の設定】原作では彼の妻と小毬にある共通点があったのだがアニメでは設定が変更された結果、共通点も消えた。
神北 拓也（かみきた たくや）
声 - 鴨ノ宮ゆう / 同左 / 江田あかね
小毬の兄で、小毬の夢に現れる。病弱で長く病院で過ごしていたが療養のかいなく病死、しかしある事情から小毬にはことの真相を知らされていない。小毬を悲しませたくない思いから兄の存在を夢に思い込ませるが、逆に小毬が悲しみから逃げるきっかけを作ってしまった。
三枝 晶（さいぐさ しょう）
声 - 森小路旭 / 浜田賢二 / 加古川高
葉留佳と佳奈多の父親の一人。晶を含む3人は三枝家で育てられた幼馴染だった。ことが終わった後、この先の運命を悲観し泣き出した妻（三枝冬華）に触発されたことや2人の婿を取るという風習への反感から、三枝家に乗り込むが殺人未遂・放火で逮捕。
刑務所にいる間も佳奈多が時々面会に行き、刑期を満了して出所した後で葉留佳とも対面するが最初は無碍にされてしまう。しかし2人が和解して後に今までの事情を述べた。
【アニメ版の設定】妻が愛したのは自分ではなかったと語っているが原作にそういった記述はない。葉留佳ルートラストでは姉妹を両親の許に連れて行き再会させた。
チェルヌシカ
声 - 若林直美（アニメ版）
クドリャフカの母親で、イワンの娘。コスモナーフトの宇宙飛行士。新型ロケットの打ち上げに失敗し発射直前の爆発に巻き込まれ生存は絶望的と思われたが、逸早くロケットの異変を察知し間一髪逃げ延びた。クドリャフカルートの通常ENDの時点では原作・アニメともに生死は曖昧にされている。クドが身に着けているマントと帽子は娘にお守り代わりに手渡した物。
イワン
声 - 小形満（アニメ版）
クドリャフカの祖父で、チェルヌシカの父親。孫のクドを連れて外国を転々としていた。ロケットの打ち上げ事故の後は離れの別荘に身を隠した。

### その他のキャラクター
亜美（あみ）、由美（ゆみ）
声 - 伊瀬茉莉也（亜美）、洲崎綾（由美）
アニメオリジナルキャラクター。お誕生日に人形劇しようとした少女。太郎達の友達。人形にボールを当てた太郎達と争っていたが、鈴と理樹が仲裁に入る。翌日、鈴らの手によって人形は修復され、彼女の代わりに鈴が人形劇を行った。
太郎（たろう）、二郎（じろう）
声 - 村中知（太郎）、藤井ゆきよ（二郎）
アニメオリジナルキャラクター。野球少年。亜美達の友達。野球をやっていたせいで、亜美達の人形を壊してしまう。その後、鈴と理樹が仲裁に入ったことで亜美達と和解する。
ピーちゃん
声 - 村田太志
アニメオリジナルキャラクター。幼い頃の恭介に懐いていた大鷲。当時、恭介の家では飼えないために北海道へ送り返された。その後、恭介に会いに学校に忍び込み、悪霊騒ぎを引き起こすも恭介と再会を果たした。
原作にも元となった大鷲は登場するが設定はまるで異なり、大鷲という点くらいしか共通点はない。
ドルジ
声 - Lia（友情出演）
鈴が飼っている猫の1匹。丸々と太った体格をしており、野球ゲームにおいては他の猫と異なり、打球を弾き返してしまうほど。バトルで武器として使う際も他の猫より攻撃力が圧倒的に高い
『リトルバスターズ！エクスタシー』以降から立ち絵があるなど、他の猫とは異なる扱いをされている。巨大な虎猫が手足をなくして（見えないだけ）いるような姿で、「ぬぉ〜」と鳴く。その異質さは、「猫と言う生物の種類なのか」と一部のキャラに言われるほど。ゲーム中では異様に巨大に描かれており（人間以上）、「部屋にいるとすごく大きい」「真人でものしかかられたら死ぬかもしれない」という趣旨の発言があるほどだが、公式設定では身長・体重ともに猫としては異常なもののそこまでではない。実際、元となった笹桐ゆうやの漫画でも大きさはそれほどではなく、アニメもそちらを踏襲している。マスコット的な面も持ち、ぬいぐるみが同ゲーム公式通販の特典の一つとなった。
山口麻亜紗
声 - 不明
食堂のおばさん、リフレインの得点ゲームに出演。

## 主題歌・音楽
エンディングテーマ曲はそれぞれのシナリオによって違うため、複数存在する。 
リトルバスターズ！

オープニングテーマ 「Little Busters!」
作詞・作曲 - 麻枝准 / 編曲 - 中沢伴行・尾崎武士 (I've)  / 歌 - Rita
（Refrain2）エンディングテーマ 「Little Busters! -Little Jumper Ver.-」
作詞・作曲 - 麻枝准 / 編曲 - 中沢伴行・尾崎武士 (I've)  / Mix - 高瀬一矢 (I've) / 歌 - Rita
（来ヶ谷1・Refrain1）エンディングテーマ 「Song for friends」
作詞・作曲 - 麻枝准 / 編曲 - MintJam / 歌 - Rita
（小毬・葉留佳・来ヶ谷2）エンディングテーマ 「Alicemagic」
作詞 - 都乃河勇人 / 作曲 - 折戸伸治 / 編曲 - MintJam / 歌 - Rita
（クドリャフカ・美魚）エンディングテーマ 「雨のち晴れ」
作詞 - 樫田レオ / 作曲・編曲 - PMMK / 歌 - Rita
挿入歌「遥か彼方」
作詞・作曲 - 麻枝准 / 編曲 - Manack / 歌 - Rita

リトルバスターズ！エクスタシー
追加シナリオとオープニングテーマ以外は前作と同様。
オープニングテーマ 「Little Busters! -Ecstasy Ver.-」
作詞・作曲 - 麻枝准 / 編曲 - 中沢伴行・尾崎武士 (I've) / Remix - MintJam / 歌 - Rita
（沙耶）エンディングテーマ 「Saya's Song」
作詞・作曲 - 麻枝准 / 編曲 - ANANT-GARDE EYES / 歌 - Lia
（佳奈多・佐々美）エンディングテーマ 「Alicemagic -Rockstar Ver.-」
作詞 - 都乃河勇人 / 作曲 - 折戸伸治 / 編曲・Remix - MintJam / 歌 - Rita
なお、「Alicemagic -Rockstar Ver.-」は後述の「Rockstar Busters!」に収録されているほか、「Little Busters! -Ecstasy Ver.-」は同アルバム収録の「Little Busters!」をリアレンジしたものである。
上記以外に「Song for friends -No Intro Ver.-」と「Little Busters!」が挿入歌として使われている。なお、どちらもMusicモードでは聞くことができない。
コラボレーションとして2009年8月28日発売のフロントウイングの3Dアイドル育成SLG『タイムリープぱらだいす』に「Little Busters!」が楽曲提供されている。
2017年3月16日配信のスマートフォンゲーム「バンドリ! ガールズバンドパーティ!」では、ゲーム内に登場するバンド「Poppin'Party」のカバー曲として楽曲提供されている。

## 製作スタッフ
- 企画 - 麻枝准[20]
- 原画 - 樋上いたる、Na-Ga[20]
- シナリオ - 麻枝准、都乃河勇人、城桐央、樫田レオ[20]
- 音楽 - 折戸伸治、麻枝准、戸越まごめ、Manack、PMMK、水月陵[20]

## 反響

### 売り上げ
2011年時点のインタビューで初期リトルバスターズ！が10万を超えるヒット作だと述べられている。

### 人気投票
| 部門名       | Getchu.com | TECH GIAN | BugBug    |
| ------------ | ---------- | --------- | --------- |
| 総合         | 2位/20位   |           | 2位/40位  |
| シナリオ     | 2位/20位   |           | 1位/30位  |
| グラフィック | 12位/20位  |           | 部門なし  |
| ボーカル     | 3位/20位   |           | 部門なし  |
| 音楽         | 2位/20位   |           | 1位/20位  |
| システム     | 3位/20位   |           | 4位/30位  |
| ヴォイス     | 2人/15位   |           | 2位/20位  |
| ムービー     | 5位/20位   |           | 部門なし  |
| エッチ       | 部門なし   |           | 28位/40位 |
| キャラクター | 2人/15位   |           | 4人/40位  |
| ネーミング   | 2位/20位   |           | 部門なし  |

リトルバスターズ!
　
リトルバスターズ! エクスタシー
『エクスタシー』は、その発売年（2008年）のユーザー人気投票において、Getchu.comでは「side White」の総合2位など、アダルトゲーム月刊誌の『BugBug』では総合2位などを記録した。

## 関連商品

### 音楽
リトルバスターズ！ MaxiSingle （発売元〈PC流通盤〉： Key Sounds Label / 発売元〈一般流通盤〉： ポニーキャニオン、共に2007年5月25日発売）
ゲームに先駆けて発売された、OPテーマ『Little Busters!』を初めとする3曲とそれらのOff-Vocalバージョンを収録した全6トラックのマキシシングル。それまでPCソフト扱いで発売されて来たKey Sounds Labelの作品としては初めて、一般流通ルートにも参入した作品。
リトルバスターズ！ ORIGINAL SOUNDTRACK （発売元： Key Sounds Label、2007年9月28日発売）
ゲーム使用楽曲50曲に、未使用の3曲をプラスした3枚組・全53曲収録のサウンドトラック。コミックマーケット72で先行頒布された後、PCソフト扱いでの通常盤が2007年9月28日に発売された。
リトルバスターズ！エクスタシートラックス （発売元： Key Sounds Label、2008年8月15日発売）
コミックマーケット74にて頒布された、『リトルバスターズ！エクスタシー』に使用された新曲を収録した追加サウンドトラック。2008年12月25日一般発売開始。なお、『Alicemagic -Rockstar Ver.-』はゲームサイズでの収録となっている。
リトルバスターズ！ Arrange Album "semicrystalline"
作中で使用されている楽曲数曲にアレンジを加え、コンセプトアルバム的に再構成したアレンジアルバム。初回限定版の特典であり、現在のところ単体での販売はされていない。
リトルバスターズ！エクスタシー Arrange Album "ontology"
semicrystallineと同じく、作中使用楽曲にアレンジを加えコンセプトアルバム的に再構成したアレンジアルバム。こちらは『リトルバスターズ！ エクスタシー』初回限定版の特典で、やはり単体での販売はされていない。
リトルバスターズ！ Arrange Album "Rockstar Busters!"
コミックマーケット73でビジュアルアーツブースにて頒布されたアルバム。作中で使用されたヴォーカル曲やBGMのアレンジ版が収録されている。アレンジは全曲MintJamが担当した。2008年8月15日に一般販売開始。
リトルバスターズ！ キャラクターソング〜鈴〜 "鈴の密かな恋の唄 / Mission：Love sniper"
Rockstar Busters!と共にコミックマーケット73にて頒布されたマキシシングル。ヴォーカルは鈴のCVを担当した民安ともえ。2008年8月15日一般販売開始。「鈴の密かな恋の唄」「Mission:Love sniper」「じゅぴにゃー」の3曲と、「鈴の密かな恋の唄 -my style remix-」を収録。「Mission:Love sniper」は、鈴のテーマ曲である「RING RING RING!」のヴォーカルアレンジ、「じゅぴにゃー」は、組曲『惑星』の木星（ジュピター）のヴォーカルアレンジとなっている。
リトルバスターズ！ エクスタシー キャラクターソング〜沙耶〜 "沙耶の眠れるレクイエム / Saya's Song"
2009年2月28日・3月1日に開催された「10th KEY MEMORIAL FES,〜あの日から始まった僕らの時を刻む唄〜」にて販売されたマキシシングル。ヴォーカルは沙耶のCVを担当した風音。2010年3月26日に一般販売開始。「沙耶の眠れるレクイエム」「Saya's Song」の2曲を収録。「Saya's Song」は、作中で使用された同名楽曲のエレクトロニカアレンジ。
リトルバスターズ！ キャラクターソング〜佳奈多〜 "raison / ピクルスをおいしくするつくりかた"
コミックマーケット77でビジュアルアーツブースにて頒布されたマキシシングル。ヴォーカルは佳奈多のCVを担当したすずきけいこ。2010年12月24日に一般販売開始。「raison」「ピクルスをおいしくするつくりかた」の2曲とドラマパートを収録。「raison」は佳奈多のテーマ曲である「Will&Wish」、「ピクルスをおいしくするつくりかた」は劇中BGMの「お砂糖ふたつ」のヴォーカルアレンジ。
リトルバスターズ！ エクスタシー キャラクターソング〜佐々美〜 "猫と硝子と円い月 / Alicemagic 〜Aroma Tablet mix〜"
リトルバスターズ！ キャラクターソング〜佳奈多〜と共にコミックマーケット77にて頒布されたマキシシングル。ヴォーカルは佐々美のCVを担当した民安ともえ。2010年12月24日に一般販売開始。「猫と硝子と円い月」「Alicemagic ～Aroma Tablet mix～」の2曲と、ドラマパートを収録。「猫と硝子と円い月」は佐々美のテーマ曲である作中の同名楽曲のヴォーカルアレンジ。
TVアニメーション リトルバスターズ！～Refrain～ Original SoundTrack
2013/12/29発売。
リトルバスターズ! パーフェクトボーカルコレクション
2014年04月29日発売。

### 書籍
リトルバスターズ！ パーフェクトビジュアルブック （発行元：メディアワークス、ISBN 978-4-8402-4156-4）
ゲームに使用された全CG、攻略情報、各種版権イラストや設定画、スタッフへのインタビューからゲームエンディング後のひとコマを描いたショートストーリーなど、『リトルバスターズ！』の世界を余すところなく詰め込んだファンブック。
リトルバスターズ！ エクスタシー パーフェクトビジュアルブック （発行元：メディアワークス、ISBN 978-4-04-867505-5）
上記の内容に加え、『リトルバスターズ！ エクスタシー』の追加CGや版権イラストなどが追加されたもの。また新たなスタッフインタビューやショートストーリーも掲載されている。

### コミカライズ
リトルバスターズ！ The 4コマ（作：笹桐ゆうや / 原作：Key / 発行元：メディアワークス）
『電撃G's magazine』2006年3月号より2010年3月号まで連載された、本作品を題材にした4コマ漫画。全4巻。一部ネタは本作のシナリオライター、麻枝准によるもの（麻枝は劇中にゲスト登場しており、麻枝登場回のみテロップが表記されている）。ゲーム発売より1年以上前から連載されているため、登場人物のディテールの相違を窺うことが出来る。なお、ドルジはこの漫画が初出であり、原案も作者である笹桐ゆうやである。また、タイトルこそ「The 4コマ」であるが、ストーリー漫画調になっている話も少なくない。オリジナルストーリーの漫画としては珍しく公認ではなく公式コミック扱いだが、実際は笹桐ゆうやの独自解釈が盛り込まれているためキャラクターの性格が多少原作と異なっている場面も多い。小毬が恭介に好意を抱くなど設定面でも本作独自なものが多い（反面、葉留佳とクドが理樹に好意を抱いているという原作設定は最後まで一切触れられなかった）。また下記のEX版も含め呼称ミスが非常に多い。
リトルバスターズ！EX The 4コマ（作： 笹桐ゆうや / 原作： Key / 発行元： メディアワークス）
『電撃G's magazine』2010年6月号より『電撃G'sコミック』Vol.7まで連載された漫画。全4巻。『エクスタシー』を題材としており、追加ヒロインである朱鷺戸沙耶を中心に物語が進んでいく。前作同様、笹桐ゆうやの独自解釈が盛り込まれておりキャラクターの性格や設定が原作と違う点がしばしば見受けられる（小毬が自作絵本を他人に見せることを恥ずかしがる、当たり付きの自動販売機が学園に存在しないなど）。特に沙耶や葉留佳・佳奈多の家の設定は大きく異なる。
リトルバスターズ！（作画： 髙木信孝、プロット：かくばやしつよし / 原作： Key / 発行元： メディアワークス）
『電撃G's Festival! COMIC』Vol.1 - Vol.32に連載された漫画。全6巻。オムニバス形式で各話に連続性はなく、物語も原作とは異なるオリジナルストーリー。またアンソロジー扱いなのでキャラクターの性格に関しても作者独自の設定が多々見受けられる（クドリャフカが美魚の影響で腐女子化していることなど）。また、相川、高宮、勝沢の3名のキャラクターデザインは後のアニメ版とは異なる。無印で攻略可能なヒロインは既に好意を抱いていたクドや葉留佳以外も理樹に好意を抱いている描写がある。
リトルバスターズ！（作： あなぐらもぐら / 原作： Key / 発行元： 角川書店）
『月刊コンプエース』2008年5月号より連載中の漫画。既刊2巻。若干のアレンジを含みつつも話の流れは原作に忠実となっている。作者の体調の都合上、不定期掲載になりやすく、休載した場合は別の作家による一話完結の短編が代わりに掲載されることがある。
リトルバスターズ！エクスタシー 朱鷺戸沙耶 -SCHOOL REVOLUTION- / 笹瀬川佐々美 -Black Cat Fantasia- / 二木佳奈多 -My Minroud-（作： ZEN / 原作： Key / 発行元： メディアワークス）
それぞれ『電撃G's Festival! COMIC』Vol.5〜Vol.10（沙耶編）、Vol.12〜Vol.17（佐々美編）、Vol.18〜Vol.24（佳奈多編）に連載された漫画。各全1巻。『エクスタシー』の追加ヒロインである三人のルートを原作に忠実な形で漫画化している。
リトルバスターズ！エクスタシー ワンダービット ワンダリング（作： みさき樹里 / 原作：Key / 発行元： 角川書店）
『月刊コンプエース』2010年5月号より2012年1月号に連載された漫画。全3巻。本作品題材のスピンオフ作品で、異世界に迷い込んだリトルバスターズの面々を描いたオリジナルストーリー。公式略称は「リトバスワンワン」。他のオリジナルストーリーの漫画と違い、キャラクターの性格などに独自設定は特に見られず、原作設定に忠実。
リトルバスターズ！ 能美クドリャフカ（作： 米田和佐 / 原作： Key / 発行元： 一迅社）
『月刊ComicREX』2011年4月号より2013年3月号まで連載された漫画。全4巻。クドリャフカルートを漫画化した内容となっている。公式コミック扱いだが佳奈多の性格など原作と差異も見られる。イワンのデザインは後のアニメとは異なる。
リトルバスターズ！ ばんどみっしょん（作： 桜みさき / 原作： Key / 発行元： 一迅社）
『まんが4コマぱれっと』2011年8月号より連載中の4コマ漫画。恭介主導で、鈴を中心にリトルバスターズメンバーでバンドを結成するオリジナルストーリー。
リトルバスターズ！エクスタシー はーとふる（作： itotin / 原作： Key / 発行元： メディアワークス）
『電撃HIME』2012年5月号より2013年12月号に連載された漫画。全3巻。タイトルは雑誌連載時は『リトルバスターズ！ エクスタシー』だったが、単行本発売と共に改められた。各ヒロインをとりあげた短編集となっており、性的描写が含まれているが、成年コミックではなく一般向けとして発売されている。アンソロジー扱いなのでキャラクターの性格などは原作と相違点がある。
リトルバスターズ！ End of Refrain（作： ZEN / 原作： Key / 発行元： メディアワークス）
『電撃G's magazine』2012年11月号より『電撃G'sコミック』Vol.8（2015年1月号）まで連載された漫画。全4巻。アニメ版を漫画化している。
リトルバスターズ！（作： 黒八 / 原作： Key / 発行元： 角川書店）
『コンプティーク』2012年11月号より2013年7月号まで連載された漫画。全2巻。原作を漫画化している。2巻には描きおろしの最終話が収録されている。
リトルバスターズ! Last of Refrain（作： ZEN / 原作： Key / 発行元：KADOKAWA）
コミックス第1巻が先行して発売され、『電撃G'sコミック』2016年11月号にコミックス収録の第1話、同年12月号に第6話を掲載し、その後、同誌にて2017年4月号から第7話以降が隔月で2019年5月号まで連載された漫画。全3巻。コミカライズ『End of Refrain』の続編。

### アンソロジーコミック
マジキュー4コマ リトルバスターズ！ / エクスタシー / Re：play（発行元： エンターブレイン）
マジキューレーベルから発行されているアンソロジー4コマ漫画。無印が6巻・エクスタシーが17巻・Re:playが3巻まで刊行された。
無印の表紙はイラストと4コマが半々というマジキューに多く見られる形式だったが、エクスタシーからは全面イラストになり、表紙の材質も変更された。Re:playでは表紙の材質が再び変更されている。
マキシマムコミックス リトルバスターズ！エクスタシー 4コマMAXIMUM（発行元： ウェッジホールディングス）
アンソロジー4コマ漫画。既刊1巻。
ツインハートコミックス リトルバスターズ！（発行元： 宙出版）
アンソロジーコミック。既刊3巻。
DNAメディアコミックス リトルバスターズ！ コミックアンソロジー（発行元： 一迅社）
アンソロジーコミックシリーズ。無印3巻（1巻・2巻・エクセレント）・エクスタシー2巻・判型が小さくなったEX2巻・『えくすたちっくアンソロジー』10巻・TVアニメ版1巻が刊行されている。『えくすたちっくアンソロジー』には性的描写が含まれる作品が収録されているが、成年コミックではない。
リトルバスターズ！エクスタシー コミックアラカルト（発行元： 角川書店）
上述の『コンプエース』に掲載されたものと新作とを織り交ぜたアンソロジーコミック。
いけ! いけ! 僕らのリトルバスターズ！（発行元： ハーヴェスト出版）
公認アンソロジーブック。また、付録として草野球カードゲームも付いている。この本の発売以降、同社はこの後下記に示す小説を多く出すようになる。
電撃コミックス リトルバスターズ！エクスタシー コミックアンソロジー（発行元：アスキー・メディアワークス）
アンソロジーコミック。既刊2巻。電撃ビジュアルアーツに掲載された漫画を再録している。

### ノベライズ
リトルバスターズ！ 50ノーティカルマイルの、クドリャフカ（著：小椋正雪 / イラスト：小路あゆむ / 原作： Key / 発行元： ビジュアルアーツ）
公式ノベライズ。クドリャフカルートを小説化した作品。公式扱いなのだがキャラクターの性格・設定が多少原作と違う点が見受けられる。
リトルバスターズ！（著：清水マリコ / イラスト：ZEN / 原作： Key / 発行元： ビジュアルアーツ）
公式ノベライズ。本編を小説化した作品。既刊1巻。各巻にはサブタイトルが用意されており、1巻は「〜僕らのチーム名〜」。こちらは原作に忠実。

### アンソロジーノベル
リトルバスターズ！ ノベルアンソロジー（発行元： 一迅社）
本作初の小説版。全1巻。6人の作家が一堂に参加する短編集で、各ヒロインにスポットを当てている。
なごみ文庫・リトルバスターズ！ シリーズ（発行元： ハーヴェスト出版）
本作品を題材にしたライトノベル。現在、SSSが無印4巻・エクスタシー10巻まで発売されている。この他、各キャラがちびキャラとなって活躍する「りとばす。」（全2巻）や「三枝葉留佳の事件簿」、「僕らの学園祭戦争」、「4頁短編集」といった作品も発売されている。
2008年12月に行われた「創刊1周年してました」のキャンペーンで、対象店舗でなごみ文庫（リトバス以外の作品も含む）を購入すると記念品が貰えたが、その中にリトバスのクリアファイルやポストカードが含まれていた。
ハーヴェストノベルズ・リトルバスターズ！エクスタシーH&H (ハーフ&ハーフ)（発行元： ハーヴェスト出版）
ジュブナイルポルノ。5巻まで発売されている。この他、『Character Anthology』もクドリャフカ編、鈴編、沙耶編が発売されている。
リトルバスターズ！エクスタシー ハーフ&ハーフ コミカライズセレクション（発行元： ハーヴェスト出版）
上記のハーヴェストノベルズを漫画化したアンソロジー。1巻と『おかわり』が発売されている。なおこちらも『えくすたちっくアンソロジー』同様、成年コミック指定はされていない。
リトルバスターズ！エクスタシーアンソロジー（発行元： パラダイム）
一冊につきヒロイン一人をクローズアップしたヒロインセレクトと呼称されるアンソロジー小説。3巻まで発売されており、1巻は鈴、2巻と3巻はクドリャフカがとりあげられている。サブタイトルはそれぞれ「気高き猫が戸惑う二月」「クドと五月のリトルな仲間」「リトルわふたーず！」。
まるち文庫・リトルバスターズ！ エクスタシー（発行元： パラダイム ）
本作品を題材にしたライトノベル。既刊2巻。なごみ文庫同様、複数の作家が参加する短編集。サブタイトルは1巻が「学園パーティmission1」、2巻が「学園バトルmission2」。

### リトルバスターズ！SS
『リトルバスターズ！SS』は、iOS用ブックアプリで配信の公式外伝ショートストーリー。本編以外の書籍等で発表された短編を約10分程度の内容でアプリ化。Vol.02よりAndroidアプリにも対応。
- 企画・シナリオ - Key
- 原画 - 樋上いたる Na-Ga
- 音楽 - 折戸伸治 麻枝 准 戸越まごめ PMMK 三輪 学

リトルバスターズ！SS Vol.01
2012年11月1日配信。神北小毬メインの本編前のストーリー。
リトルバスターズ！SS Vol.02
2012年12月3日配信。神北小毬メインの日常のストーリー。
リトルバスターズ！SS Vol.03
2013年1月7日配信。西園美魚メインの日常のストーリー。
リトルバスターズ！SS Vol.04
2013年2月12日配信。西園美魚と美鳥のストーリー。
リトルバスターズ！SS Vol.05
2013年3月7日配信。神北小毬メインの日常のストーリー。

### リトルバスターズ！カードミッション
『リトルバスターズ！カードミッション 』は、スマートフォン版Mobageで提供されているソーシャルカードゲーム。野球チームの監督となったプレイヤーは、ガチャやミッションで選手を集めてトレーニング（合成）で育成しながら、他のプレイヤーと試合をこなして最強チームを目指していく。

### クロスオーバーアニメ
かぎなど
2021年10月放送予定のテレビアニメ。keyの歴代作品が共演するクロスオーバー作品。
担当声優はテレビアニメ版に準じている。

### その他の関連商品

#### トレーディングカードゲーム
ヴァイスシュヴァルツ・ChaosTCG
ブシロードのトレーディングカードゲーム。ヴァイスシュヴァルツではヴァイスサイドに参戦。
Lycee
シルバーブリッツのカードゲーム。収録エキスパンションは、VisualArt's5.0など。

#### オンラインゲーム
ai sp@ce
ドワンゴが運営していたオンラインゲーム。コスチュームが登場。
メガミエンゲイジ
ONE-UPが運営するオンラインゲーム。カードが登場。
嫁コレ
NECビッグローブが運営するオンラインゲーム。ボイスカードが登場。
Key COLLECTION
インデックスが運営していたオンラインゲーム。
Rewrite IgnisMemoria
ビジュアルアーツが運営するオンラインゲーム。2017年11月にコラボイベントが開催され、本作のキャラクター・コスチュームが登場した。
セブンズストーリー
WithEntertainmentが運営するオンラインゲーム。2020年3月・5月にコラボイベントが開催され、本作のキャラクター・コスチュームが登場した。

## WEBラジオ

### リトルバスターズ！R
『リトルバスターズ！R』は、2012年10月5日から2014年9月12日までHiBiKi Radio Stationと音泉で配信されていたラジオ番組。毎週金曜日配信。パーソナリティはたみやすともえ（棗鈴 役）、緑川光（棗恭介 役）、若林直美（能美クドリャフカ 役）。29（肉）日が含まれる週のみ、パーソナリティは緑川光、神奈延年（井ノ原真人 役）。

## アニメ
リトルバスターズ！（テレビアニメ第1期）
2012年3月31日にKey公式ホームページにてアニメ化が発表され、2012年10月から2013年4月まで放送された。全26話。
原作序盤の共通シナリオをベースとし、小毬、美魚、葉留佳、クドリャフカの個別シナリオも描かれた。
リトルバスターズ！〜Refrain〜（テレビアニメ第2期）
第1期の最終話にて制作が発表された。2013年10月から2013年12月まで放送された。全13話。
唯湖、鈴の個別シナリオと原作の最終シナリオが描かれた。
リトルバスターズ！EX（OVA）
第2期のBlu-ray / DVDの初回特典。2013年9月16日にディファ有明で開催されたイベントにおいて制作発表された。全8話。
佳奈多、佐々美、沙耶の個別シナリオが描かれた。

### スタッフ
- 原作 - Key[27]
- キャラクター原案 - 樋上いたる[27]、Na-Ga[27]
- 監督 - 山川吉樹[27]
- 助監督[注 12] - 櫻井親良
- シリーズ構成 - 島田満[27]
- キャラクターデザイン - 飯塚晴子[27]
- プロップデザイン - 浜崎賢一[27]
- 美術監督 - 水谷利春[27]
- 色彩設計 - 石川恭介
- 撮影監督 - 中西智一
- 編集 - 西山茂
- 音響監督 - 本山哲
- 音楽 - 折戸伸治、麻枝准、戸越まごめ、PMMK、三輪学、水月陵・岩崎健一郎（第2期）
- プロデュース - 川瀬浩平、松倉友二
- プロデューサー - 土肥範子、村山卓也、山崎史紀・福田順・藤田敏（第2期）
- アニメーション制作プロデューサー - 大橋正夫
- アニメーション制作 - J.C.STAFF
- 製作 - Team Little Busters!（第1期）、Team Little Busters! Refrain（第2期・OVA）

### 主題歌
第1期
オープニングテーマ「Little Busters! 〜TV animation ver.〜」（第1話 - 第25話、番外編）
作詞・作曲 - 麻枝准 / 編曲 - MintJam / 歌 - Rita

エンディングテーマ
「Alicemagic 〜TV animation ver.〜」（第1話 - 第5話、第7話 - 第13話、第15話 - 第17話、第19話 - 第22話、第24話 - 第25話、番外編）
作詞 - 都乃河勇人 / 作曲 - 折戸伸治 / 編曲 - MintJam / 歌 - Rita
「Alicemagic」（第6話、第18話）
作詞 - 都乃河勇人 / 作曲 - 折戸伸治 / 編曲 - MintJam / 歌 - Rita
「雨のち晴れ」（第14話、第23話）
作詞 - 樫田レオ / 作曲・編曲 - PMMK / 歌 - Rita

第2期
オープニングテーマ「Boys be Smile」（第1話 - 第9話、第11話 - 第13話）
作詞・作曲 - 麻枝准 / 編曲 - MANYO（arcane） / 歌 - 鈴湯
第10話ではエンディングテーマとして使用。

エンディングテーマ
「君とのなくしもの」（第1話 - 第2話、第4話 - 第5話、第7話、第12話）
作詞 - 都乃河勇人 / 作曲 - 折戸伸治 / 編曲 - nishi-ken / 歌 - 北沢綾香
「Song for friends」（第3話、第8話 - 第9話）
作詞・作曲 - 麻枝准 / 編曲 - MintJam / 歌 - Rita
第13話では挿入歌として使用。
「Hanabi」（第6話）
作詞・作曲 - 麻枝准 / 編曲 - 萩原ゆう / 歌 - Lia
「遥か彼方」（第11話）
作詞・作曲 - 麻枝准 / 編曲 - Manack / 歌 - Rita
「Little Busters! -Little Jumper Ver.-」（第13話）
作詞・作曲 - 麻枝准 / 編曲 - 中沢伴行・尾崎武士 / 歌 - Rita
OVA
オープニングテーマ「Little Busters! EX」
作詞・作曲 - 麻枝准 / 編曲 - MintJam / 歌 - Rita
エンディングテーマ
「目覚めた朝にはきみが隣に」（第1話 - 第3話、第5話、第7話）
作詞・作曲 - 麻枝准 / 編曲 - MANYO（arcane） / 歌 - 鈴湯
「Saya's Song」（第4話）
作詞・作曲 - 麻枝准 / 編曲 - ANANT-GARDE EYES / 歌 - Lia
「Alicemagic -Rockstar Ver.-」（第6話）
作詞 - 都乃河勇人 / 作曲 - 折戸伸治 / 編曲 - MintJam / 歌 - Rita
「Alicemagic -TV animation ver.-」（第8話）
作詞 - 都乃河勇人 / 作曲 - 折戸伸治 / 編曲 - MintJam / 歌 - Rita
挿入歌「Little Busters! -Ecstasy Short Ver.-」（第8話）
作詞・作曲 - 麻枝准 / 編曲 - 中沢伴行・尾崎武士 / Remix - MintJam / 歌 - Rita

### 各話リスト
各話のサブタイトルは、ED開始時に表示される。稀にED終了時に表示されることもあり、第26話ではアバン終了時に表示された。
| 話数             | サブタイトル                                 | 脚本       | コンテ            | 演出              | 作画監督                                                                                        | 総作画監督        |
| 第1期            | 第1期                                        | 第1期      | 第1期             | 第1期             | 第1期                                                                                           | 第1期             |
| ---------------- | -------------------------------------------- | ---------- | ----------------- | ----------------- | ----------------------------------------------------------------------------------------------- | ----------------- |
| 第1話            | チーム名は…リトルバスターズだ                | 島田満     | 山川吉樹          | 鈴木洋平 櫻井親良 | 梶谷光春、本村晃一                                                                              | 飯塚晴子          |
| 第2話            | 君が幸せになると、私も幸せ                   | 島田満     | 長井龍雪          | 高島大輔          | 亀谷響子、若山政志                                                                              | 音地正行          |
| 第3話            | 可愛いものは好きだよ、私は                   | 島田満     | 堀ノ内元          | うえだしげる      | 松井誠、服部憲知                                                                                | 飯塚晴子 音地正行 |
| 第4話            | 幸せのひだまりを作るのです                   | 島田満     | 山川吉樹          | 橋本敏一          | 伊藤香織、松下郁子 梶谷光春                                                                     | 飯塚晴子          |
| 第5話            | なくしものを探しに                           | 島田満     | 松澤健一          | 松澤健一          | 安野将人                                                                                        | 音地正行          |
| 第6話            | みつけよう すてきなこと                      | 島田満     | 山川吉樹          | 岡村正弘          | 吉田優子、岩倉和憲 梶谷光春、萩原弘光                                                           | 飯塚晴子          |
| 第7話            | さて、わたしは誰でしょう?                    | 島田満     | 山崎たかし        | 小野田雄亮        | 関口雅浩                                                                                        | 音地正行          |
| 第8話            | れっつ、るっきんぐふぉーるーむめいとなのです | 島田満     | 島津裕行          | 鈴木健太郎        | 宮嶋仁志、亀谷響子、西川絵奈                                                                    | 飯塚晴子          |
| 第9話            | 学食を救え!                                  | 島田満     | 石平信司          | 高島大輔          | 松下郁子、西村広、吉元美妃 谷川政輝、伊藤香織、萩原弘光                                         | 音地正行          |
| 第10話           | 空の青 海のあを                              | 島田満     | うえだしげる      | うえだしげる      | 松井誠、築山翔太、西川雅史 櫻井司、服部憲知 高澤美佳、やましたさとる                            | 飯塚晴子          |
| 第11話           | ホラー・NO・RYO大会                          | 綾奈ゆにこ | 八谷賢一          | 八谷賢一          | 安野将人、梶谷光春                                                                              | 音地正行          |
| 第12話           | 無限に続く青い空を                           | 島田満     | 岡村正弘          | 岡村正弘          | 片山敬介、吉田優子、上田みねこ                                                                  | 飯塚晴子          |
| 第13話           | 終わりの始まる場所へ                         | 島田満     | 鈴木洋平          | 小野田雄亮        | 松原栄介、関口雅浩                                                                              | 音地正行          |
| 第14話           | だからぼくは君に手をのばす                   | 島田満     | 島津裕行 山川吉樹 | 櫻井親良          | 西川絵奈、萩原弘光                                                                              | 飯塚晴子          |
| 第15話           | ムヒョッス、最高だぜ                         | 綾奈ゆにこ | 松澤建一          | 松澤建一          | 池田広明、熊田亜紀、谷川政輝 亀谷響子、沼津雅人、伊藤香織                                       | 音地正行          |
| 第16話           | そんな目で見ないで                           | 島田満     | 島津裕行          | 大嶋博之          | たむらかずゆき、清水勝祐 高澤美佳、寺尾憲治、萩原弘光                                           | 飯塚晴子          |
| 第17話           | 誰かにそばにいて欲しかったんだ               | 島田満     | 鈴木健太郎        | 鈴木健太郎        | 安野将人、梶谷光春、片山敬介                                                                    | 音地正行          |
| 第18話           | 答えは心のなかにあるんだ                     | 島田満     | 山川吉樹          | 橋本敏一          | 井本由紀、吉田優子、上田みねこ                                                                  | 飯塚晴子          |
| 第19話           | きっと、ずっと、がんばるのです               | 島田満     | 岩崎良明          | 岩崎良明          | 西川絵奈、萩原弘光                                                                              | 飯塚晴子          |
| 第20話           | 恋わずらいをいやせ                           | 綾奈ゆにこ | 石平信司          | 川井春太          | 服部憲知、滝川和夫、鈴木佐智子                                                                  | 音地正行          |
| 第21話           | 50ノーティカルマイルの空                     | 島田満     | 島津裕行          | 小野田雄亮        | 関口雅浩、松原栄介                                                                              | 飯塚晴子          |
| 第22話           | わたし、必ず戻ってきます                     | 島田満     | 岡村正弘          | 岡村正弘          | 梶谷光春、伊藤香織 池田広明、熊田亜輝                                                           | 音地正行          |
| 第23話           | あなたの大切なもののために                   | 島田満     | 山川吉樹          | 橋本敏一          | 安野将人、亀谷響子、片山敬介 松下郁子、梶谷光春                                                 | 飯塚晴子          |
| 第24話           | 鈴ちゃんが幸せならわたしも幸せだから         | 島田満     | 松澤建一          | 松澤建一          | 梶谷光春、西川絵奈 吉田優子、上田みねこ                                                         | 音地正行          |
| 第25話           | 最後のひとり                                 | 島田満     | 鈴木健太郎        | 鈴木健太郎        | 萩原弘光、小松原聖 新井博慧、内原茂                                                             | 飯塚晴子          |
| 第26話           | 最高の仲間たち                               | 島田満     | 山川吉樹          | 櫻井親良          | 亀谷響子、西村広、松下郁子 安野将人、西川絵奈、上田みねこ 梶谷光春、吉田優子 岩倉和憲、音地正行 | 飯塚晴子          |
| 番外編           | 世界の斉藤は俺が守る!                        | 綾奈ゆにこ | 松澤建一          | 松澤建一          | 岩倉和憲、西川絵奈                                                                              | 飯塚晴子          |
| 第2期（Refrain） |                                              |            |                   |                   |                                                                                                 |                   |
| 第1話            | それは突然やってきた                         | 島田満     | 山川吉樹          | 松澤建一          | 西川絵奈、岩倉和憲                                                                              | 飯塚晴子          |
| 第2話            | そのときも雨が降っていた                     | 島田満     | 櫻井親良          | 鈴木健太郎        | 松下郁子、上田みねこ                                                                            | 飯塚晴子          |
| 第3話            | ずっとここにいたかった                       | 島田満     | 山川吉樹          | 橋本敏一          | 安野将人、亀谷響子                                                                              | 飯塚晴子          |
| 第4話            | 理樹と鈴                                     | 島田満     | 櫻井親良          | 松川朋弘          | 津熊建徳、高乗陽子                                                                              | 飯塚晴子          |
| 第5話            | 最後の課題                                   | 島田満     | 松澤建一          | 松澤建一          | 山本真嗣、井口真理子 音地正行、高澤美佳                                                         | 岩倉和憲          |
| 第6話            | 逃亡の果てに                                 | 島田満     | 山川吉樹          | 岡村正弘          | 西川絵奈、吉田優子 上田みねこ、酒井智史                                                         | 飯塚晴子          |
| 第7話            | 5月13日                                      | 島田満     | 櫻井親良          | 橋本敏一          | 安野将人、亀谷響子 音地正行、保村成                                                             | 飯塚晴子          |
| 第8話            | 最強の証明                                   | 島田満     | 鈴木健太郎        | 鈴木健太郎        | 梶谷光春、大木良一、直谷たかし 酒井智史、細越裕治                                               | 岩倉和憲          |
| 第9話            | 親友（とも）の涙                             | 島田満     | 山川吉樹          | 桜美かつし        | 小松原聖、山本真嗣、高澤美佳 松下郁子、井口真理子                                               | 飯塚晴子          |
| 第10話           | そして俺は繰り返す                           | 島田満     | 櫻井親良          | 守田芸成          | 山本真嗣、ひのたふみか 大田謙治、ユン・ゾンヘ                                                   | 岩倉和憲          |
| 第11話           | 世界の終わり                                 | 島田満     | 松澤建一          | 松澤建一          | 萩原弘光、西川絵奈、吉田優子                                                                    | 飯塚晴子          |
| 第12話           | お願いごとひとつ                             | 島田満     | 山川吉樹          | 橋本敏一          | 高澤美佳、酒井智史、伊藤香織 亀谷響子、上田みねこ                                               | 岩倉和憲          |
| 第13話           | リトルバスターズ                             | 島田満     | 山川吉樹          | 櫻井親良          | 井口真理子、安野将人、松下郁子 音地正行、萩原弘光 小松原聖、西川絵奈                            | 飯塚晴子          |
| OVA（EX）        |                                              |            |                   |                   |                                                                                                 |                   |
| 第1話            | 諜報員 朱鷺戸沙耶                            | 島田満     | 岡村正弘          | 岡村正弘          | 梶谷光春、伊藤香織、松下郁子                                                                    | 岩倉和憲          |
| 第2話            | 迷宮の二人                                   | 島田満     | 鈴木洋平          | 鈴木洋平          | 松原栄介、関口雅浩、小林史緒里                                                                  | 岩倉和憲          |
| 第3話            | 闇の執行部                                   | 島田満     | 櫻井親良 山川吉樹 | 鈴木洋平          | 松下郁子、吉田優子、梶谷光春 西川絵奈、井口真理子、萩原弘光                                     | 岩倉和憲          |
| 第4話            | いつか、どこかで…                            | 島田満     | 山川吉樹          | 山川吉樹          | 梶谷光春、松下郁子 萩原弘光、井口真理子                                                         | 飯塚晴子          |
| 第5話            | 佐々美、猫になる                             | 綾奈ゆにこ | 古川知宏          | 橋本敏一          | 安野将人、音地正行、山本真嗣 亀谷響子、齋田博之                                                 | 岩倉和憲          |
| 第6話            | 誰かが願った小さな世界                       | 綾奈ゆにこ | 古川知宏          | 橋本敏一          | 亀谷響子、上田みねこ                                                                            | 飯塚晴子          |
| 第7話            | 佳奈多の秘密                                 | 綾奈ゆにこ | 鈴木健太郎        | 鈴木健太郎        | 安野将人、佐野はるか                                                                            | 飯塚晴子          |
| 第8話            | 僕たちの絆                                   | 綾奈ゆにこ | 鈴木健太郎        | 鈴木健太郎        | 西川絵奈、梶谷光春                                                                              | 飯塚晴子          |

### 放送局
| 放送地域   | 放送局             | 放送期間                       | 放送日時           | 放送系列                                 | 備考                                |       |
| 第1期      | 第1期              | 第1期                          | 第1期              | 第1期                                    | 第1期                               | 第1期 |
| ---------- | ------------------ | ------------------------------ | ------------------ | ---------------------------------------- | ----------------------------------- | ----- |
| 東京都     | TOKYO MX           | 2012年10月6日 - 2013年4月6日   | 土曜 22:30 - 23:00 | 独立局                                   | [ 注 13 ]                           |       |
| 神奈川県   | tvk                | 2012年10月6日 - 2013年4月6日   | 土曜 25:30 - 26:00 | 独立局                                   |                                     |       |
| 愛知県     | テレビ愛知         | 2012年10月6日 - 2013年4月6日   | 土曜 26:20 - 26:50 | テレビ東京系列                           |                                     |       |
| 近畿広域圏 | 毎日放送           | 2012年10月6日 - 2013年4月6日   | 土曜 26:28 - 26:58 | TBS系列                                  | アニメシャワー 第2部                |       |
| 日本全域   | AT-X               | 2012年10月7日 - 2013年4月7日   | 日曜 20:00 - 20:30 | アニメ専門CS放送                         | リピート放送あり                    |       |
| 韓国全域   | ANIPLUS            | 2012年10月8日 - 2013年4月8日   | 月曜 23:00 - 23:30 | CS放送、IP放送 ケーブルテレビ ネット配信 | 15歳以上視聴可で放送 韓国語字幕あり |       |
| 日本全域   | バンダイチャンネル | 2012年10月12日 - 2013年4月12日 | 金曜 12:00 更新    | ネット配信                               | 6.5日間限定無料配信                 |       |
| 日本全域   | ニコニコチャンネル | 2012年10月12日 - 2013年4月12日 | 金曜 12:00 更新    | ネット配信                               |                                     |       |
| 日本全域   | ニコニコ生放送     | 2012年10月12日 - 2013年4月12日 | 金曜 23:30 - 24:00 | ネット配信                               |                                     |       |
| 日本全域   | BS11               | 2012年10月12日 - 2013年4月12日 | 金曜 24:30 - 25:00 | BS放送                                   | 『ANIME+』枠                        |       |
| 栃木県     | とちぎテレビ       | 2012年10月17日 - 2013年4月17日 | 水曜 23:30 - 24:00 | 独立局                                   |                                     |       |
| 群馬県     | 群馬テレビ         | 2012年10月17日 - 2013年4月17日 | 水曜 24:30 - 25:00 | 独立局                                   |                                     |       |
| 日本全域   | バンダイチャンネル | 2012年10月25日 - 2013年4月25日 | 木曜 24:00 更新    | ネット配信                               | 第1話無料 個別課金による有料配信    |       |
| 日本全域   | キッズステーション | 2013年4月29日 - 10月21日       | 月曜 24:00 - 24:30 | CS放送                                   | エリア23枠 リピート放送あり         |       |
| 第2期      |                    |                                |                    |                                          |                                     |       |
| 日本全域   | AT-X               | 2013年10月5日 - 12月28日       | 土曜 20:30 - 21:00 | アニメ専門CS放送                         | リピート放送あり                    |       |
| 東京都     | TOKYO MX           | 2013年10月5日 - 12月28日       | 土曜 22:30 - 23:00 | 独立局                                   |                                     |       |
| 愛知県     | テレビ愛知         | 2013年10月5日 - 12月28日       | 土曜 26:20 - 26:50 | テレビ東京系列                           |                                     |       |
| 近畿広域圏 | 毎日放送           | 2013年10月5日 - 12月28日       | 土曜 26:58 - 27:28 | TBS系列                                  | アニメシャワー 第3部                |       |
| 日本全域   | バンダイチャンネル | 2013年10月6日 - 12月29日       | 日曜 12:00 更新    | ネット配信                               |                                     |       |
| 日本全域   | dアニメストア      | 2013年10月6日 - 12月29日       | 日曜 12:00 更新    | ネット配信                               |                                     |       |
| 日本全域   | ニコニコ生放送     | 2013年10月6日 - 12月29日       | 日曜 22:30 - 23:00 | ネット配信                               |                                     |       |
| 日本全域   | ニコニコチャンネル | 2013年10月6日 - 12月29日       | 日曜 23:00 更新    | ネット配信                               |                                     |       |
| 日本全域   | 楽天ShowTime       | 2013年10月7日 - 12月30日       | 月曜 12:00 更新    | ネット配信                               |                                     |       |
| 日本全域   | BS11               | 2013年10月7日 - 12月30日       | 月曜 24:30 - 25:00 | BS放送                                   | 『ANIME+』枠                        |       |
| 韓国全域   | ANIPLUS            | 2013年10月10日 - 2014年1月2日  | 木曜 22:00 - 22:30 | CS放送、IP放送 ケーブルテレビ ネット配信 | 15歳以上視聴可で放送 韓国語字幕あり |       |
| 兵庫県     | サンテレビ         | 2014年7月5日 - 9月27日         | 土曜 22:00 - 22:30 | 独立局                                   | [ 注 14 ]                           |       |
| 日本全域   | キッズステーション | 2014年9月9日 - 12月2日         | 火曜 23:00 - 23:30 | CS放送                                   | エリア23枠 リピート放送あり         |       |

2012年12月31日19:00よりTOKYO MX・BS11で放送された特別番組『ブシモ 大晦日アニメまつり』内にて、第1期前半の総集編（約25分程度）が放送された。理樹役・堀江由衣による新規ナレーションが付加されている。総集編の前後には鈴役・たみやすともえが顔出し出演し、本作の各種情報を告知した。
2013年10月4日19:00よりニコニコ生放送で放送された『リトルバスターズ！〜Refrain〜 ニコ生ミッションスタート』内にて、第2期第1話のAパートが先行放送された。

### Blu-ray / DVD
第1期の初回限定版には「ヴァイスシュヴァルツ」および「ChaosTCG」のPRカードが封入される。初回限定版の全巻購入特典としてテレビ未放送話を収録したBlu-rayが応募者全員にプレゼントされる。
第2期の初回限定版はOVA『リトルバスターズ！EX』を収録したBlu-ray / DVD、およびBDゲーム「西園美魚密室殺人事件!?」が収録。 
| 巻 | 発売日         | 収録話          | オーディオコメンタリー             | 規格品番   | 規格品番   | 規格品番   | 規格品番   |
| 巻 | 発売日         | 収録話          | オーディオコメンタリー             | BD初回版   | BD通常版   | DVD初回版  | DVD通常版  |
| -- | -------------- | --------------- | ---------------------------------- | ---------- | ---------- | ---------- | ---------- |
| 1  | 2012年12月26日 | 第1話 - 第3話   | 堀江由衣、たみやすともえ           | 1000358597 | 1000358598 | 1000358596 | 1000358599 |
| 2  | 2013年1月30日  | 第4話 - 第6話   | たみやすともえ、やなせなつみ       | 1000358592 | 1000358593 | 1000358591 | 1000358594 |
| 3  | 2013年2月27日  | 第7話 - 第9話   | たみやすともえ、田中涼子           | 1000358587 | 1000358588 | 1000358586 | 1000358589 |
| 4  | 2013年3月27日  | 第10話 - 第12話 | たみやすともえ、神奈延年、織田優成 | 1000358582 | 1000358583 | 1000358581 | 1000358584 |
| 5  | 2013年4月24日  | 第13話 - 第15話 | たみやすともえ、巽悠衣子           | 1000358578 | 1000358579 | 1000358577 | 1000358580 |
| 6  | 2013年5月29日  | 第16話 - 第18話 | たみやすともえ、すずきけいこ       | 1000358574 | 1000358575 | 1000358573 | 1000358576 |
| 7  | 2013年6月26日  | 第19話 - 第21話 | たみやすともえ、若林直美           | 1000358570 | 1000358571 | 1000358569 | 1000358572 |
| 8  | 2013年7月31日  | 第22話 - 第24話 | たみやすともえ、緑川光             | 1000358566 | 1000358567 | 1000358565 | 1000358568 |
| 9  | 2013年8月28日  | 第25話 - 第26話 | 堀江由衣、たみやすともえ           | 1000358562 | 1000358563 | 1000358561 | 1000358564 |

| 巻 | 発売日        | 収録話                    | 規格品番   | 規格品番   |
| 巻 | 発売日        | 収録話                    | BD         | DVD        |
| -- | ------------- | ------------------------- | ---------- | ---------- |
| 1  | 2014年1月29日 | 第1話 - 第2話 + EX第1話   | 1000451434 | 1000451435 |
| 2  | 2014年2月26日 | 第3話 - 第4話 + EX第2話   | 1000451426 | 1000451427 |
| 3  | 2014年3月26日 | 第5話 - 第6話 + EX第3話   | 1000451423 | 1000451424 |
| 4  | 2014年4月23日 | 第7話 - 第8話 + EX第4話   | 1000451420 | 1000451421 |
| 5  | 2014年5月28日 | 第9話 - 第10話 + EX第5話  | 1000451417 | 1000451418 |
| 6  | 2014年6月25日 | 第11話 - 第12話 + EX第6話 | 1000451414 | 1000451415 |
| 7  | 2014年7月30日 | 第13話 + EX第7話 - 第8話  | 1000451411 | 1000451412 |

## 体感型ゲーム
イベンティアによる主催
リアル鍵っ子ゲーム in リトルバスターズ！～怪盗Ｋからの挑戦状～
初演開催日：東京2012年9月29日・名古屋10月1日・仙台10月2日・札幌10月3日・福岡10月5日・大阪10月6日
追加公演開催日：名古屋2012年10月13日・東京10月20日・大阪10月28日
リアル鍵っ子ゲーム in リトルバスターズ！ 小毬ちゃんのホットケーキパーティー
開催日：北海道2013年1月20日・大阪2月2日・東京2月10日
しろくろフェス2014（ブシロード）主催
リアル謎解きゲーム ダ・カーポ VS リトルバスターズ！
開催日：2014年8月30日～8月31日